# かっとび一斗
『かっとび一斗』（かっとびいっと）は、門馬もときが『月刊少年ジャンプ』に連載していたサッカー漫画。本項では続編である『風飛び一斗』（ぶっとびいっと）についても一括して説明する。

## 概要
1985年に連載開始。少林拳の使い手の主人公・香取一斗が、友人や学校新聞などにおだてられてサッカー部に入り、幼なじみでライバルである由良和馬らと共に、少林拳法によるサッカーのセオリー無視な動きで周りを翻弄し、全国大会を目指していく。主人公達の中学2年生、3年生時と、『風飛び一斗』として高校1年生時が描かれている。
連載初期は必殺技が多用されており、明らかにルール無視や物理法則無視、人体の生理学上困難な必殺技が多かった。しかし後期になると必殺技を使うなどの描写は少なくなり、フォーメーションを組んでのディフェンスのプレッシャーや前線の押し上げ方など、比較的リアルなサッカーの描写をしている。ただ、スポーツマンシップに明らかに反した行動や人を見下した言動が多数あり、スポーツ漫画というよりはギャグ漫画に近い要素もある。また、対戦校とトラブル（乱闘）の後、試合をするという展開が恒例であった。
途中、主人公の高校進学後は『風飛び一斗』とタイトルを変えつつ、20年以上の連載が続いた。しかし、2007年に『月刊少年ジャンプ』の休刊に伴い、未完のまま打ち切り扱いで連載を終了した。最終ページには、あとわずかで完結にもって行くつもりであったという構想が説明されているものの、無理矢理完結することを良しとせず未完のまま終了するということだけが書かれている。高校では主人公一斗が他校に進学し、新しいチームメイトと共に全国大会に出場。かつての戦友である清雅のチームメイトとの対戦直前で連載が終了した。

## かっとび一斗の登場人物

### 私立清雅学園
一斗が入部する以前は、サッカー部とは呼べないほどの弱小チームであったが、乱闘事件をきっかけに新生清雅サッカー部として生まれ変わった。本編で登場するその当時の部員は、甲斐邦彦、和馬、真、平木、五木田、加藤、波多のみ。甲斐邦彦が乱闘事件の責任を被り、放校処分になったため、甲斐邦彦が背負っていた「背番号10」は「甲斐邦彦を知っている部員が1人でもいる限り、欠番」となっている（第11巻、第12巻番外編『KAZUMA』参照）。
香取 一斗（かとり いっと）
本編の主人公。好奇心が旺盛で喧嘩早く、行く先々で騒動を巻き起こす。清雅学園に転入し、幼少時の喧嘩仲間だった和馬と再会。和馬と張り合うため、和馬が課した入部テストに合格し、初心者でありながらサッカーを始めた（そのため初期にはルール無用のプレーをしていた）。一応ポジションはFW（レフトウィング）だがボールのある所にはポジション無視で常に顔を出していた。小柄だが運動神経抜群で、見よう見まねで暁のライジングシュートを撃って見せるなど抜群の運動センスを誇り、その決定力の高さは全国に轟くことになる。しかし、オツムの方はもうひとつで中々ルールが覚えられない。カンフーが得意で実際のプレーに応用していた。焦っている和馬を落ち着かせるなど、時に冷静な面を見せる。口癖は「ちょんわ!」。清雅のスライド入学の成績に至らず、ブラジル留学しようとするが手違いで父と行き別れ埼玉の高校に推薦で入学する。
プレイヤーとして「何をするかわからない」「未知数」ということから、戦ったことのある暁、伊緒だけでなく、黒崎は対戦前からマークしていた。清雅のポイントゲッター。特に機動力は全国屈指の俊足であり、ミドルシュートこそないもののキーパーとの1対1では抜群の能力を発揮しカンフーの後ろまわし蹴りを応用したヒールシュートは伊緒でも対応不可能なレベルである。
由良 和馬（ゆら かずま）
清雅学園キャプテンで、ポジションはFWでチームのエースストライカー。作中では主にカズマと表記される。三原台FC出身。崇永の野津監督が「全国5指に入る」という選手で、崇永からもスカウトは来ていた。
キャプテンとして弱小チームだった清雅サッカー部を1年生時に改革し強豪に育て上げるなど、プレイ以外でも活躍の場が多く、彼ほどチームに与える影響力が大きい選手は作中珍しい。
一斗の幼馴染で、キャプテンを任せられるなど普段は冷静であるが、熱くなれば昔の血が騒ぐのか猪突猛進のプレーもいとわない。一斗とはいがみ合うことが多いがいざとなれば暁が畏怖するほどの抜群のコンビネーションを見せる。ポイントゲッターでもあるが一斗がいるため普段はゲームメーカーに徹することも多い。数人のDFを吹き飛ばすパワープレー（名付けて「ブルドーザーチャージ」）が得意。実家は八百屋で妹がいる。
宗近 真（むねちか まこと）
GK。作中では主にマコトと表記される。和馬の親友である。理知的な落ち着いた性格で、一斗と和馬の揉め事が起これば仲裁役になる。眼鏡がトレードマーク。宗近暁は一卵性双子の兄であるが、性格もポジションも大きく異なる。小学生の頃から優秀なプレイヤーであり、和馬、暁、真の3人は三原台FC出身で小学校に上がる前からボールを蹴っていた仲間。背番号は、和馬が「9」暁が「10」真が「11」であったが、戦術に興味を持ち出しGKを志願する。当然FCでも優秀な選手であったが、気が弱く「やさし過ぎる性格」と野津監督にみなされ、スカウトの対象にされなかった。
性格こそ穏健であるが、右肩の脱臼をものともせずPKをストップしたり、暁のライジングシュートを唯一セーブするなど守備に関しては彼が司令塔である。また、チームについて和馬にも意見ができる数少ない人間。
小学生・中学生時代、特に兄弟コンプレックスを感じているところは見られない。兄のことは「常にトップでいないと気がすまない人」という描写はあるが、それは崇永サッカー部の厳しさに対して「（暁には）それがあっている」という意味である。
GKであるが、時としてキッカーとして活躍することもある。
平木 涼（ひらき りょう）
DF。一斗とは「おチビちゃん」「まゆなし」と呼び合う喧嘩仲間。普段は仲間とつるんで遊んでいる不良でかつては「ナイフの平木」と呼ばれていた。しかし、サッカーの実力は一流でDFラインを統率し、マンマークのレベルも一級品。的確な攻撃参加など一斗、和馬と並んでフィールドプレイヤーの要。かつて相手チームの選手の選手生命を絶つ怪我を負わせたことにより（不可抗力の事故であり相手選手も恨んではいない）サッカーから離れていたが一斗や和馬の姿を見て復帰した。全国大会進出に大きく貢献したが、校内のトラブルに巻き込まれ放校処分となる。
転校先となった千葉県大船浦中でもサッカーを続け、DFとして全国大会に出場。それ以降の活躍は大船浦中の項を参照。
岡本 武志（おかもと たけし）
FW（ライトウィング）。初登場時は1年生。清雅はフォーメーションは4-3-3だが、時折4-4-2のツートップになることもあり、その時はMFをつとめる。立花と共にゲームメイクを行う。一斗には「岡ちゃん」と呼ばれている。
立花 真澄（たちばな ますみ）
MF。初登場時は1年生。岡本と共にゲームメイクを行う選手。和馬が卒業後、主将を任される。清雅のスローインは彼が行う。一斗には「真澄ちゃん」と呼ばれている。
正木 剛（まさき つよし）
MF。初登場時は1年生。太っているが、全くと言ってよいほどそのことに触れられない。立花、萩（岡本）とともにMFをつとめ、同じくゲームメイクを行う。
萩 直也（はぎ なおや）
MF。初登場時は1年生。出っ歯で片目を隠しているのが特徴。立花、正木（岡本）とともにMFをつとめ、同じくゲームメイクを行う。
五木田 又次郎（ごきた またじろう）
DF。一斗達が2年生時にチームで唯一の3年生であったがキャプテンは和馬に譲っている。清雅が弱小チームであった時期と10番（甲斐邦彦）を背負っていた人物を知る数少ない男である。あだ名は「又やん」。一斗達が2年生時の全国大会（第一部）終了後、唯一翌年に卒業。
加藤 一（かとう はじめ）
DF（ライトディフェンス）。初登場時は2年生。一斗には「加トちゃん」と呼ばれている。
波多 喜明（はた よしあき）
DF（センターバック）。初登場時は2年生。前髪のパーマが特徴。3年時の西東京予選の薬師神戦で負傷。その後を後藤に譲る。
橋本 清（はしもと きよし）
DF（レフトバック）。初登場時は1年生。平木がチームへ戻り、一斗が加入したことで控えに回った。基本的にDFだが、清雅の層が薄さから色々なポジションを守るハメになる。五木田の卒業に伴い、背番号が12から3へ変わる。平木の放校処分後はレギュラーに返り咲く。
三宅（センターバック）が出場する際、相手チームによっては後藤にレフトバックを任せることもある。
楠 真琴（くすのき まこと）
清雅の女子マネージャー。初登場時は1年生。家は剣道場で古武道もなかなかの腕（剣道は中学1年生時代に既に二段を取っていた）。性格はかなりのお転婆であるが（女性ながら総拳と喧嘩したこともある数少ないキャラ）、問題児の一斗を抑止するブレーキを担っている。しかし、逆に乱闘に巻き込まれることもしばしば。最初一斗に入部届けを渡したため、名前もあいまってか概要を一斗から聞いた部員は筋骨隆々の男を想像していた。当初はプレイヤー志望だったが、夏海学園との練習試合を経てマネージャーになった。
作中、まともに出番がある唯一の女性キャラである（他に名前がある女性キャラは和馬の妹、由良和美だけであるが、キャラ名はおろか名前すらまともに出てこない）。真と読みが同じのため、入浴中に同学年選手数人と一斗が間違えて入って来て、逃げ遅れた一斗は全身が腫れて気絶するほど殴られたことも。
瀬出井にナンパされたり（2年越しでしつこくデートに誘われた）、「あれ（お転婆で暴力的な性格）さえなければ可愛いのに」と同級生に言われたりすることから、ルックスはよいという設定であることがわかる。「真琴ちゃん（同級生、波多、真など）」「真琴（一斗）」「楠（和馬）」と呼ばれており、何故か紛らわしい（真と読みが同じ）下の名前で呼ばれることが多い。
以降第16巻（第二部）から登場。
甲斐 秋彦（かい あきひこ）
清雅でかつて10番を背負っていた甲斐邦彦の弟で一斗達より2学年下。兄を負かしたと聞いて清雅に入学。何時もムッとした顔つきから一斗からは「への字口」と呼ばれている。
FW志望であったが大泉北中戦で行われたFW競争で一斗を認める形で敗れリベロにコンバート。兄同様のセンスを持っており1年生ながらレギュラーを務める。先輩を目上と思わない傲慢さはあるが「〇〇だ…です」と、なるべくは守っている。入学直後から一斗の乱闘に巻き込まれる常連でつるんでいる事が多い（一応、一斗には「先輩」と呼んでいる）。クールな兄と違い試合以外ではコミカルな面が強い。和馬が卒業後、FWを任される。
国武 高道（こくぶ たかみち）
リザーブ選手。奥目なのが特徴で一人称は「私」。ボディビルダーの家系で第46巻最終回の後の番外編では父母も登場した。度胸はあるが和馬曰く「何を考えているか解らない」とのことである。ドリブルの際はその家系ゆえの体の頑健さゆえに左右はおろか真正面のタックルにすら全く動じないが、そのスピードは非常に遅い。西東京予選の準決勝で薬師神戦で負傷した波田に代わり、決勝の外豪学園戦でDFとして出場を果たす。
田丸 角雄（たまる すみお）
1年生で足が遅く「丸ブタ」と呼ばれている。小太りで眼鏡をかけている。小学校時代は和馬達が所属していた三原台FCに所属しており、その際には「三原台FCの頭脳」と呼ばれていたらしい。一応希望ポジションはMF。
高井 友明（たかい ともあき）
1年生でジュニアサッカー2年の経歴を持つ。センスはあるが気が弱い。MF希望。
吉尾 浩司（よしお こうじ）
1年生でジュニアサッカー2年の経歴を持つ。極端なあがり症。DF希望。
三宅 淳（みやけ じゅん）
DF。一斗達が3年時の西東京予選の決勝戦後に転校してきた。学年は一斗達と同じ。膝に古傷があり当初は美術部兼サッカー部マネージャーであったが仲間の説得で選手として復帰した。平木に匹敵するテクニックを持ち、絶妙のポジショニングからボールに触れることなく相手にプレッシャーを掛けることができる。目が細くいつも笑っているように見えることから一斗に「ニヤケ」と呼ばれるが伊達眼鏡を掛けており、その奥の眼光は鋭い。実は足の負傷が完治しておらず爆弾を抱えているため、全力でプレーできる時間が限られている。最終回は父親の仕事の都合で福岡の北九州に引っ越すことになり、高等部には進学しなかった。
後藤 重信（ごとう しげのぶ）
DF。三宅と同時期の転校生。学年は一斗達と同じ。名門桐海中出身だった為、買いかぶられレギュラーに抜擢される。しかし和馬は理解しており、それに応えるべく努力で補った。気は弱いが身長は和馬とチーム1,2を争う高さで、体格も非常によく、その巨体でゴールを守る。背番号は12。三宅投入までのセンターバックを任されることが多い（三宅と交代せず、同時に出場するときはレフトバック）。一斗、甲斐秋彦からは「オッサン」と呼ばれている。

### 崇永学園（静岡）
学校でありながら、中等部、高等部、大学までFCなどと同様に専用コーチが一貫性を持って指導している。東京のFCにコーチがスカウトに行くほどであることから、寮体制は完備していると思われ、全国から選手が集まる超名門。全国大会出場は全国制覇を何度もしている超強豪。作中では清雅と3回対戦している（練習試合と一斗達が2・3年時の全国大会の決勝戦）。
宗近 暁（むねちか あきら）
MF。宗近真の双子の兄であり和馬の親友。作中では主にアキラと表記される。和馬、真、暁の3人は小学校に上がる前から一緒にボールを蹴っていたサッカー仲間で三原台FCの出身。3人が小学生の時、三原台FCは、エースストライカーの和馬（背番号9）、ゲームメーカーの暁（背番号10）、ゴールキーパーの真の3人によって全盛期を誇った。中学に入ってからも1年で既に全国制覇、崇永でも背番号10を任されるほど。ゴールをドリブル、パス、ディフェンス、その他洞察力まで全てが一流であり（一斗と和馬が最高の力を発揮する条件を予測していた唯一の人物）、中学校の時は常に大会No.1選手と言われていた。2年生時に必殺技「ライジングシュート（詳細は下記）」を完成させる。三原台FCの主力3選手のうち、真だけが崇永学園にスカウトされなかったためスカウトを断った和馬に対して、「誰よりもうまくなりたい」との気持ちから一人崇永に進学した。しかし普段は温和な性格でありエリート選手にありがちな人を見下した態度はなく、王者らしい正々堂々としたプレースタイルで全国にその名を轟かせている。肩の負傷をものともせずに普段以上の力を出すなど精神力の強さもある。サッカー初心者であるがゆえに常識にとらわれない一斗の高い潜在能力に興味を持っている。和馬と同じく2年時からキャプテン。
武市 忠（たけち ただし）
GK。一斗が2年の時、練習試合で清雅学園と対戦。また、その年の全国大会決勝でも静岡県代表として清雅学園と対戦。試合終了間際、至近距離からの一斗の後ろ回し蹴りシュートをグローブがやぶけながらもクリアした。その結果、勝利をおさめ、全国大会二連覇を達成。初登場時は3年生で翌年には卒業。暁より年上だが、暁のことを「キャプテン」と呼び、暁に対しては敬語混じりで話す。
城之内 健（じょうのうち けん）
名前だけ1巻で登場。ポジションは2年生時MF、3年生時FW（崇永のフォーメーションは4-4-2）。文武両道を重視する崇永学園にあって学業が芳しくないため、遠征に外されるなど「名門崇永のオチコボレ」といわれていた。2年生時の全国大会でイエローカードを出したため2試合出場停止処分を喰らったり、試合中相手チームのラフプレイに怒って怪我人に水を持って行くフリをしてヤカンを相手チームの選手にぶつけたり、一斗と一緒に乱闘をするなど、2年生時は問題児であった（3年生時は「城之内が大人しくなった」と言われていることから、改善しているようである）。基本的にギャグキャラ。
しかしサッカーにおいては「秒の殺し屋」と呼ばれるスーパープレイヤーで、崇永の主力選手。トリッキーな動きができるテクニシャンで、一斗のセオリーを無視したプレーにも対応できるだけでなく、一斗同様「層の厚い崇永で、チーム一の快足」、そして一斗と違い「ルール、戦術等を把握している」「必要ならばセオリー通りサッカーもできる」など、暁が彼を非常に信頼していることがうなずけるほどの選手である。問題児であった2年生時でも、暁を「キャプテン」、武市を「武市さん」と呼び敬語で話す、監督に逆らうことはあっても暁の言うことはよく聞くなど、一斗とはやや異なる点が多い。一斗とは気が合うようであり、チーム事情により、自分が退場の罪を被ったときも（勝負を逃げるのかと一斗に言われ）「すまねえな、チビ」と詫びた。
一斗には2年間「幕の内」と呼ばれ続けた。2年生時、暁の指名で暁の代わりに指揮を取ったことがある。
原 敏光（はら としみつ）
レフトウィング。一斗が2年の時、練習試合で清雅学園と対戦。また、その年の全国大会決勝でも清雅と対戦した。パワーこそないが、清雅学園のサッカーをよく研究しており、ドリブルで正面突破をはかった和馬を川越と2人がかりで止めてみせた。初登場時は3年生で次の年には卒業。
比留間 一俊（ひるま かずとし）
MF。初登場時は2年生。
川越 克之（かわごえ かつみ）
FW（センターフォワード）。一斗が2年の時、練習試合で清雅と対戦。由良和馬のマークについたが、抑えることができなかった。また、その年の全国大会決勝でも対戦。パワーこそないが、清雅のサッカーをよく研究しており、ドリブルで正面突破しようとした和馬を原と2人がかりで止めてみせたが2度目には和馬のブルドーザータックルを直接くらい、ふっ飛ばされた。初登場時は3年生で次の年には卒業。
杉本 実（すぎもと みのる）
DF（センターバック）。初登場時は2年生。
神野 和巳（じんの かずみ）
MF（ライトウィング）。初登場時は2年生。一斗が2年の時、練習試合で対戦し、一斗をチビ呼ばわりしたため、アゴに蹴りを入れられた。3年次の決勝戦で3対3の同点で延長戦に突入したところで、平尾と交代した。
土田 昌平（つちだ しょうへい）
DF（センターバック）。初登場時は2年生。
坂尾 文彦（いたお ふみひこ）
MF。一斗が2年の時、練習試合で対戦。嵩永ゴール前で一斗にヒジうちしたため、殴られた。これが引き金となって場内は大ゲンカに。結果、試合は3対1の嵩永リードのまま中止になり、一斗と和馬は辻先生によって1か月の停学処分となった。その年の全国大会決勝では再戦し、ライトバックを務める。初登場時は3年生で次の年には卒業。
寺井 豊（てらい ゆたか）
レフトバック。一斗が2年時、練習試合で対戦。また、その年の全国大会決勝でも対戦する。試合終了間際、一斗をゴール前で止めようとしたが、股下をくぐられた。初登場時は3年生で次の年には卒業。
山口 純一（やまぐち じゅんいち）
ライトバック。一斗が2年時、練習試合で対戦。その年の全国大会決勝では控えに回った。初登場時は3年生で次の年には卒業。
森 宣之（もり のぶゆき）
背番号1の正GK。武市の後任。キャッチングでは謝花より上。一斗が3年時の全国大会決勝で対戦。謝花に対し物凄いライバル心をもっていて、試合でも最初から奮闘したが、それが災いしてか和馬のシュートをダイビングキャッチした時にポストに激突。左肩を脱臼し、途中退場した。
小林 順一（こばやし じゅんいち）
DF。一斗が3年時の全国大会決勝で対戦。一斗にあっさり抜かれた。
戸塚 幸司（とづか こうじ）
DF。一斗が3年時の全国大会決勝で対戦。一斗にあっさり抜かれた。
須加尾 徹（すがお とおる）
FW。一斗が3年時の全国大会決勝で対戦。試合開始早々にケガをしている和馬に、ブルドーザーチャージで吹き飛ばされた。前半終了間際にはシュートも放ったが、甲斐秋彦にクリアされた。
葛西 修二（かさい しゅうじ）
MF。一斗が3年時の全国大会決勝で対戦。
謝花 悦史（じゃはな えつし）
背番号12の控えGK。琉球空手の使い手で、大柄にもかかわらず、身の軽さは一斗と変わらない。しかし、ドレッドヘアーで野津監督に目をつけられているうえに、キャッチングが全くできない。そのため、長い間試合に出してもらえていなかったが、「髪を切れば試合出場も考えてやる」と言われ、一大決心のもと髪を切るが、一斗のせいで丸刈りになってしまう。しかしそのおかげで、一斗が3年の全国大会決勝・清雅学園戦で左肩を脱臼した森に代わって試合出場を果たす。大ピンチこそゴールキーパー最大の見せ場と考え、ピンチになるたびに自分で「大ピンチ」と叫び、喜ぶ。しかしほとんどの場合は、彼が勝手に攻撃参加したことで招いたピンチである。
平尾（ひらお）
ライトウィング。足の速さだけなら、チーム内で城之内に次いで2番目に速い。一斗が3年の時の全国大会決勝で対戦し、延長戦前半から神野にかわって途中出場を果たした。
小玉（こだま）
リザーブ選手で、角刈り頭。ポジションは不明。一斗が3年時の全国大会決勝で、謝花のプレーに失神した野津監督を起こそうとしていた。前半終了後、謝花の暴走を抑えるために、暁からGKとしていつでも出られるように指示された。しかしキーパー用として森宣之の着ていた「背番号1」のユニフォームを着ようとしたため、謝花に首を絞められ殴られた。
野津監督（のづ）
サングラスがトレードマークの名将。当初は厳格な監督であったが徐々にずっこけるなどコミカルな描写が増えた。謝花投入は不本意であった。

### 大泉北中
作中では一斗達が2・3年時の西東京大会の1回戦で対戦。
大吹 政五郎（おおぶき まさごろう）
大泉北中サッカー部主将。MF。あだ名は「ホラ吹き政」。一斗が2年の時、西東京大会一回戦で一斗、和馬のいない清雅学園と対戦。しかし平木にハットトリックを決められ、0対3で敗退した。さらに一斗が3年の時に、西東京予選一回戦で2年連続で清雅と対戦。今度は相撲部から久縞貫士を招き、昨年の借りを返すと大口をたたく。そして前半、一斗と甲斐秋彦が仲間割れしているスキに先制ゴールを（ミスキックだが）決めた。しかし得点はその1点のみで、1対6と逆転負けをしてしまった。
非常に臆病な小物だが、相手が自分より弱いと判断した途端に大きい態度を取り出すなど「浅はか」「強気な態度じゃないものには威張るが、弱い」など、その小物っぷりをみせるキャラである。真琴とぶつかった時に土下座して必死に謝るが、女性と見た途端大きい態度を取ってしまったために、関節技をかけられ痛めつけられるなど典型的な「やられ役」。
久縞 貫士（くしま かんじ）
GK。一斗が3年の時に、西東京予選を勝ちあがるために政に誘われ、相撲部からサッカー部に転部した「最終秘密兵器」（相撲部とサッカー部の掛け持ちの可能性もある）。基本的に人が良いためにサッカー部に協力したものと思われるが、相撲界では「関東の横綱」と呼ばれるスーパースター。政と一緒に清雅に偵察に行ったときは、相撲部から組み手をお願いされるほど（人が良いためか、相撲部の練習につきあってしまう）。
抜群の瞬発力と立ち回りでシュートコースに回りこみ、パンチングの代わりに行う張り手はボールを相手ゴールのバーに直撃させるほど。1対1でのセービング力は、甲斐秋彦が手詰まりになり圧倒される程のプレイを見せる。もちろん腕力は桁外れであり、真上のボールを片手でキャッチした勢いでゴールを持ち上げてしまう。しかしキックはまったく飛ばない（足が前に上がらないため）。
一回戦で清雅学園と対戦し、必殺の張り手パンチングで政の先制ゴールをアシストした。前半は甲斐秋彦の個人プレーが中心だったので無失点でしのいだが、後半清雅の猛攻を受けて、崩壊する。
サッカーのユニフォームの下に下着ではなく、まわしをつけている（本人曰く「この方が落ち着く」らしい）。試合前にまわしをしめ直すなどの行動も見られる。普段はとぼけた顔をしているが、立ち回りに入ると急に鋭い目つきになり、スーパープレイを見せる。

### 外豪学園
いわゆる「金持ち学校」であるが、サッカー部は東亜大付属中と並ぶ強豪校である。学食のカレーが3種類ある。一斗達とは西東京予選で2年時には二回戦、3年時には決勝戦で対戦。
里美 伊緒（さとみ いお）
初登場時は2年生。天才GKで地区予選の最大の壁であった。典型的な自信家で傲慢な性格であるがそれだけの努力をしている裏付けがある。武術を応用した円形捕球（ローリング・キャッチ）でシュートの威力を殺す技法を持っている。パントキックがセンタリングになるくらいのキック力、GKのパンチングをはじき飛ばすほどのシュートなど、オフェンスの組み立てもできる超一流プレイヤー。しかし、暁のライジングシュートには触れることすらできず、清雅メンバーに全国のレベルの高さを感じさせた。
初めての挫折を感じ、2年目は性格も多少変わって、大幅に実力を上げて決勝戦で清雅の前に立ち塞がる。NBAのプレイヤーのように、大きなボールを片手で扱うほどの握力を初めとし、超人じみた動体視力、桁違いの読み能力、その他新しい必殺技などまさに「天才GK」である。普通のシュートがハプニングで偶然ドランキングショットとなったこともあったが、初見で掴む。
実家はホテルのオーナーの息子。
滝脇 解（たきわき かい）
外豪学園中サッカー部主将でMF。初登場は伊緒と同じく2年生だが、伊緒に比べると格下の扱いを受けている。基本的にはギャグキャラで伊緒や中山兄弟など、アクの強い面々に振り回される役。
中山 右近（なかやま うこん）
3年時に浦倭西から外豪に転校し決定力不足を補うFW。頭をスキンヘッドにヘディングでボールに自在に変化を加える。左近よりやや冷静な性格。左眉の根元にイボがあるのが左近との違い。
中山 左近（なかやま さこん）
FW。右近とは双子の兄弟。同じく頭を丸めている。性格は右近よりも血の気が多い。伊緒と勝負して敗れ、伊緒の凄さにホレて浦倭西から外豪に転校。

### 明哲中
一斗達とは2年時の西東京予選の三回戦で対戦。この試合ではラフプレーが目立った。
沖野 聡（おきの さとる）
明哲中サッカー部主将。MF。かつて平木によって再起不能になった沖野稔の弟。しかし、試合に勝つためには手段を選ばない性格は、兄とは似ても似つかない。香取一斗が2年の時の西東京予選三回戦で、清雅と対戦。平木が自分に後ろめたさを感じてチャージできないことを利用し、先制ゴールをあげた。その後もチーム全体でラフプレーをくりかえしていたため、試合の後半にはスタンドからブーイングの嵐が起こった。その後は清雅学園に押されはじめ、結局1対2で逆転負けを喫した。
沖野 稔（おきの みのる）
沖野聡の一つ年上の兄で、元明哲中サッカー部員。弟とは違って、心のやさしい性格をしている。昔、清雅学園との試合中に当時1年生だった平木と接触し、複雑骨折した。そのため彼は、サッカーはおろか満足に歩くことすらできなくなってしまう。しかし、彼が骨折したことを利用して勝とうというサトルの汚さに気づく。そのサトルの考えに我慢がならず、スタンドからサトルにヤジを飛ばした。

### 東亜大付属中
外豪学園と並ぶ強豪校で全国的にも知名度は高い。原作では西東京ブロックに在籍している。一斗達とは2年時の西東京予選の決勝戦で戦う。3年時には準々決勝で薬師神中に敗退。
似内 雅門（にたない まさかど）
東亜大付属中サッカー部主将。FW（センターフォワード）。試合観戦中は必ずアイスを食べている。一斗からは「カバゴリラ」と呼ばれる。その思いきりのよさとパワーは折り紙つきで、タックルの威力は和馬と互角。くわえて大柄だが、決して足も遅くはない。一斗を倒し、真をふっ飛ばして2点を取った。しかし終了間際、「1点リードを守るため、守備に徹する」という黒崎の指示を無視する。攻撃にうつり、真の肩にケガを負わせたが追加点は奪えず、逆に清雅学園に同点にされてしまう。そのまま試合は3対3でPK戦までもつれこみ、彼は東亜大付属中5番目のキッカーをつとめる。そして、ケガの真にかわってGKになった一斗と対決するが「少林寺蝴蝶掌一斗くんスペシャル」によってゴールを阻まれ、外した。その結果、3対3（PK戦3対4）で敗れ、全国大会連続出場を果たせなかった。登場時は3年生で翌年は卒業。翌年の西東京予選では黒崎とともに観戦に現れることもあった。名字の読み方は、当初は「にない」であったが、後に「にたない」になる。
黒崎 史郎（くろさき しろう）
MFでゲームメーカーでチームの参謀。おデコがでかいことにふれられると、真っ赤になって怒る。一斗からの呼称は「キューピーちゃん」。流れるようになめらかなドリブルをする。後半残り10分を切った時点で、1点のリードを守りきるため守備に徹するように指示した。しかし終了間際、似内が指示を無視して攻撃に転じたため、失点を許すことに。そして試合は3対3のままPK戦までもつれ込み、4番目のキッカーとして臨時ゴールキーパーの平木と対決。左へカーブをかけて決めた。登場時は3年生で翌年は卒業。以後は似内とともに登場する事が多くなる。
羽沢 恵太（はねざわ けいた）
控えのライトバックで東亜大付属中の秘密兵器で器械体操が得意。気が弱く、自分に自信が持てなかったが、憧れの香取一斗と出会って自信をつけた。一斗が2年の西東京予選決勝戦で、清雅と対戦。前半24分に清雅学園に追いつかれた時点でレギュラーの吉村章雄と交代し、出場を果たす。一斗のマーカーとして奮闘するうちに、みるみる才能が開花。一斗をライバル視するまでになる。しかし一斗の眼中に自分の姿はなく、和馬をライバル視していることに気づいて再び自信をなくす。
2年目、西東京予選でアシスト王と言われる程のプレイヤーに成長し、似内と黒崎が抜けて東亜大附属中が弱体化するとの予想を覆すほどの活躍をみせる。そのために準々決勝の薬師神戦で、敵に左足を骨折させられる。試合の方も準々決勝敗退となった。精神面でも成長を見せている片鱗もあるが（前年度になかった怒りなどの感情を見せる）、2年目になっても一斗のプレイを観戦したがるなど、一斗に憧れを持っている点は変わらないようで上ノ町にも見抜かれる。
学年は一斗や和馬より1学年下。
一斗からは最初羽田と名前を間違えられたが、のちに「焼きそばおごってくれたいいやつ」と清雅のメンバーに紹介した。
上ノ町 吉喜（うえのまち よしき）
MF。一斗が2年生時の西東京予選決勝戦にも出場。翌年には似内、黒崎が抜けた後の東亜大付属中の主将を務めた。

### 統倫学園
一斗が3年時の西東京予選2回戦で対戦。
片岡 優二（かたおか ゆうじ）
MF。和馬、暁とは小学生のFC（サッカークラブ）からのライバル。2年生までは中学のサッカー部に入らずFCに在籍していたため、3年生になるまで大会に出てこない。傲慢な態度でチーム内では反感を買っている。作中では途中参加の攻撃にもかかわらず「カッティングショット」で清雅を苦しめるが、一斗に破られてしまい試合も敗北する。
真の「あの性格は直っていないよう」という台詞から、昔から傲慢であったことがうかがえる。
伊緒との直接会話はないが、片岡の存在を知っており（片岡が中学生の大会に出場していることに驚く）、片岡も伊緒には「一度は戦ってみたかった」と思わせるほどのスーパープレイヤー同士。
笠原 広大（かさはら ひろまさ）
パワープレイが得意なFW。一斗には「しゃくれアゴカバ」「ブタマン」などと呼ばれていた。
隅田 将晃（すみだ まさあき）
笠原同様巨漢のFW。傲慢な片岡を信用していなかったが、勝ちに拘る片岡の直向さに試合後は認めることになる。一斗には「クチビルゴリラ」と呼ばれていた。笠原に比べ、まだ知的な面を見せることもある。
川村 信吾（かわむら しんご）
統倫学園サッカー部主将。比較的大人しいタイプ。MFで個人技よりパスワーク主体のゲームメイクを行う。片岡の独断ぶりに頭を痛めており実力は認めているものの、それに激怒する笠原・隅田の意見と片岡の意見に挟まれ苦難する。

### 西峰中
一斗達が3年時の西東京予選の準々決勝で対戦。
出口 淘汰（でぐち とうた）
西峰中サッカー部主将。背番号10、MF。古戸から「ディエゴ」と呼ばれている。試合では相手が強ければ強いほど機嫌がよくなるタイプ。古戸との変則的なコンビプレーで多くのチャンスを生みだすだけでなく、短足ならではの重心の低さで絶対のボールキープ力を見せる。極端なゾーンプレスを指揮して清雅学園を苦しめる。惜敗するが全国大会を控えた清雅に古戸と共に練習に協力した。
古戸 真道（ふると まさみち）
西峰中サッカー部員。背番号9、FW。オランダのルート・フリットに憧れ、髪形（完成までに10時間）を真似する。お調子者で騒々しいが、体格に恵まれ、タックルと空中戦では和馬とほぼ互角。試合開始直後から、出口とのコンビプレーで何度もシュートを撃つが、運悪くポストやバーに弾かれる。一斗とも乱闘した事もあり、体格と髪型から総拳と間違われたこともある。一斗には「ゴミ箱男」と呼ばれる。チームの主将（出口）が苦手なのも和馬には弱い一斗と共通している。後に生活指導の教師に角刈りにさせられる。

### 薬師神中
清雅学園とは3年時の準決勝で対戦している。原作での部員の言動などから、素行の悪い学校、またはそういったグループによって形成されているサッカー部であると思われる。観客や審判に好印象を持たれるように演技しておいて、実は姑息な悪党というタイプ。
姫野 匠（ひめの たくみ）
薬師神中サッカー部主将。MF。美形で女性にもモテる涼しい笑顔と裏腹に、試合中の事故に見せかけて相手を負傷させる姑息な男。負傷させられた選手は多数に上るが中でも東亜大付属中の羽沢、清雅の波多は足を折られてしまう。試合後、一斗のみならず、実態を知った和馬からも鉄拳制裁を受ける。このことは喧嘩が強くてもスポーツマンとして滅多に暴力を振るわない和馬を怒らせた最悪に卑怯な選手であった。
不破 克洋（ふわ かつひろ）
GK。清雅戦前に歩道橋で一斗を襲ったが欠場までには追い込めなかった。試合でも不可抗力に見立てて肘打ちをかますなど悪質な選手。試合後に一斗から報復を受ける。体が大きく喧嘩も強いが、姫野の狡猾さを評価してか2番手格である。
西俣 賢一
FW。試合中、指笛を審判のホイッスルに見立てて、波多を引っ掛けてハンドを誘った。結果、ミスを取り返そうと奮闘した波多であったが、姫野に骨折させられてしまう遠因となってしまう。

### 西東京以外の学校
一斗達が2・3年の時に全国大会に出場した主な学校(上述の崇永学園を含む)。

### 夏海学園（茨城）
全国大会に出場することになった清雅と合同合宿を行った学校で、ここ10年で7度の全国大会出場の常連校。練習グラウンドには、ナイター設備が完備されているなど、練習環境が整っている。合同合宿の練習試合で清雅と戦い、全国大会で戦うことを約束するも、一斗達が2年時の全国大会は海邦中に一回戦で惨敗。しかし、3年時は全国大会二回戦で対戦し、強敵として立ちはだかる。
瀬出井 洋一（せでい よういち）
夏海学園サッカー部主将。初登場時は2年生。MF。性格は非常に明るく爽やかだが、少しナンパ癖がある。しかし、実力は確かで3年時には必殺技「アークシュート」を引っ提げる。初登場時は真琴をナンパしたり、清雅と合同合宿を行ったり、3年時は対戦したりと少なからず縁がある。髪を掻き上げる癖がある。
戸室 京介
FW。一斗が3年時の全国大会一回戦・宇輪縞中戦では試合前、一斗に500円を奪われてしまい、追いかける。そのため試合に間にあわず、出場できなかった。しかし二回戦で対戦し、瀬出井と同じ「アークシュート」を左足から放ち、自身は2点を取ったが、試合は3対4で逆転負けだった。

### 芸秋中（広島）
作中では2年時の全国大会1回戦で対戦。
蛭田
芸秋中サッカー部員。血の気が多く、全国大会一回戦前日に一斗とケンカをした。試合でも一斗と共に退場となる。

### 海邦中（沖縄）
一斗達が2年時の全国大会で地元沖縄県代表として出場し、二回戦の相手。
与那嶺 正範（よなみね まさのり）
海邦中サッカー部主将。GK。チームメートから絶対の信頼をよせられている名将。子供たちとよく遊ぶ優しい心の持ち主だが、樫の木でできた木刀を片手で折ってしまうほどの握力をもっている。一回戦で夏海学園を6対0で降し、続く二回戦で清雅学園と対戦した。好セーブを連発してよくしのいだが、3点を取られる。そして、チームの勝利よりもソニー・グローバーの体を心配し、自らの手でソニーに引導を渡すことで、試合を終わらせた。その結果2対3で敗れ、二回戦で姿を消した。
ソニー・グローバー
MF。海邦中の主力である留学生でドランキングショットの使い手。真面目で誠実な性格であり清雅イレブンとも交流があった。選手生命を縮めてまでチームの勝利のためにドランキングショットを連発するなど騎士道精神溢れる面がある。しかし、ドランキングショットは足に多大な負担がかかり、その影響で一斗が三年の時には全国大会の出場を逃している。キリスト教を信仰している。
高江州 泰成
センターバック。
喜納 篤
MF。一斗が2年の時の全国大会に出場。
呉屋 高規
センターバック。香取一斗が2年の時の全国大会に出場。ディフェンス力があまりある方とはいえず、与那嶺に頼りきっている。与那嶺が好セーブすると「さすがキャプテン」といって喜ぶことが多かった。
金城 公男
FW。攻撃・守備ともに仲宗根文二とコンビを組んでいた。
富村 和典
レフトバック。香取一斗が2年の時の全国大会に出場。
仲里 俊一
MF。
比喜 和人
MF。
仲宗根 文二
FW。試合中、攻撃・守備ともに金城公男とコンビを組んでいたが、真に「マークさえついていれば、それほど怖い相手ではない」と言われてしまう。
上地 利治
ライトバック。試合中一斗にショルダーチャージしようとしたが、かわされてずっこける。

### 八潟中（秋田）
一斗達が2年時の全国大会の準々決勝で対戦。雨の中での戦いとなり、雨に慣れない清雅を苦しめた。試合結果は、降りしきる雨中の激戦の末、2対3の逆転負けだった。
青木 光俊（あおき みつとし）
八潟中サッカー部兼陸上部員。MF。足が速く、その実力は陸上部の短距離選手として全国大会の優勝候補にあげられていたほど。一斗が2年の時の全国大会準々決勝で清雅学園と対戦。持ち前の俊足をいかした快速ドリブルで清雅を苦しめたが、スピードで一斗に敗れてからは自分を見失い、意地になってワンマンプレーに走る。しかし、遠藤やチームメイト達の温かい言葉に気を取りなおした彼は、一斗のシュートを顔面でブロックするなど奮闘してみせた。
陣内 定文（じんない さだふみ）
八潟中サッカー部兼陸上部員。FW。陸上部では幅跳びの才能があり、全国大会に出場し5位入賞をはたしている。一斗が2年の時の全国大会準々決勝で清雅学園と対戦。持ち前のジャンプ力をいかした高い打点とスライディングを武器に清雅学園を苦しめ、2得点をあげた。
須田 成吾
GK。攻撃的な選手で、ゴールの守りを遠藤と鈴木に任せて飛びだすことが多い。
高橋 一貴
MF。
石井 孝
DF（ライトバック）。試合前半に雨が降りだし足場が悪くなったが、雪の中で練習することも珍しくない彼らは、逆に生き生きとプレーし始める。しかし和馬には歯がたたず、止めようとしたところをブルドーザータックルでつぶされた。
鈴木 秀男
DF（センターバック）。よく飛びだすGKの後方で、遠藤とともにゴールを守る。和馬の先制点を狙ったシュートを防ぐ活躍も見せた。
備後 正也
MF。和馬に対し高橋と2人がかりで止めようとしたが、ブルドーザータックルでふっ飛ばされた。
木村 一美
MF。
茂林 浩和
FW。高橋にパスしようとしたところを平木にインターセプトされてしまう。
遠藤 真司
八潟中サッカー部主将。DF（センターバック）。性格はとても温厚で、チームメート思い。そして試合中には、的確な判断と指示をチームメートに送る。試合途中に降りだした雨が味方してくれ、清雅を苦しめた。
千田 友幸
DF（レフトバック）。岡本の先制点を狙ったシュートを防いだ。
秀島（陸上部主将）
八潟中陸上部の主将で、ハンマー投げ選手。トイレで大便をしていた時に、外で待ちきれなくなった一斗に水をかけられ、怒り狂う。一斗をハンマー投げのハンマーに見たてて投げとばした。しかし、その後行われた短距離走で、期待していた青木が一斗のせいで予選落ちしてしまう。そこで、またもや激怒した彼は、一斗にもう一度人間ハンマー投げを決めようとするが、今度は逆にKOされてしまった。

### 武旋中（埼玉）
一斗が2年時の全国大会準決勝で対戦。実力はかなりのもので、反則ギリギリのプレーをしても正確にパスをつなぎ、的確な攻撃をする。
埼玉県の強豪校で続編『風飛び一斗』でも同名の高校が登場するが付属校かは不明。下記のメンバーの登場もみられない。
甲斐 邦彦（かい くにひこ）
FW。初登場時3年生。元清雅の「伝説の10番」。清雅で10番が欠番になっている要因になっている選手。パワー・テクニック・メンタル・戦術、全ての面で超一流のプレイヤー。左利き。甲斐の事を知る和馬達は「甲斐さん」と呼ばれ、武旋のイレブンからも「主将（ボス）」と呼ばれており、信頼も厚い。崇永学園の暁や武市からもマークされている。ゴールネットが擦りむける程の回転とスピードを持つトルネードシュートを放つ。戦術面でも途中で一斗の実力を見抜き、その実力で後輩である一斗や和馬、平木の清雅の主力を圧倒した。作中、一斗に唯一「凄い奴」と言わせた選手だが、甲斐はそれに対し「お前さんほどではないさ」と返している。
中学卒業と同時にドイツへのサッカー留学が決まっており、国内に自分と互角に戦える人間がいないことに虚しさを感じていたが、初めて同時に自分と互角に戦う彼らに切磋琢磨する喜びを感じた。敗戦後はドイツにサッカー留学した。「猛将甲斐君が率いる武旋…（以下略）」というアナウンスなどもあり、後に武旋の猛将と恐れられていたことがわかる（弟の秋彦はこの時はまだ小学生で未登場）。
一斗のことを評価しているのは「技や技術を通り越したものをもっている…すばらしい選手がこの国にもいる…」と和馬に言っている台詞からわかる。暁の「（甲斐が）試合にとても集中してるとは思えない」「（甲斐のプレイから）勝つこと以外になにかもとめているような気がしてならない……」という台詞、武市の「定規ではかったかのように、正確に右上のスミにすいこまれていった」という台詞など、一年目の大会では大会No.1との評判の暁を初め、多くの優秀なプレイヤーすらも遥かに凌駕した次元の選手であることがうかがえる。
清雅時代の甲斐のエピソードが描かれた、番外編「KAZUMA」がコミックス12巻に収録されている（和馬と真が清雅に入学してから春の大会までの話）。清雅で2年生の頃、背番号10番のユニフォームをつけていたことがわかるエピソードとなっている。
強羅 広美（ごうら ひろみ）
DF（センターバック）。ヤシの木も頭突きでへし折る筋骨隆々の男。その肉体から繰りだされる強烈なショルダータックルが武器。必殺のショルダータックルで和馬や一斗をふっ飛ばしたが、技術力があまりないところにつけこまれて失点を重ねる。そのため、後半3対2と1点差に詰め寄られた時点でFWへ移された。
吾郷 圭吾
GK。試合の方は一斗の執念のシュートに反応できず、3対4で逆転負けをした。
赤城 勉
MF。酒井、穂刈と3人がかりで一斗を止めようとしたが、ぬかれた。
酒井 晶信
MF。穂刈、赤城と3人がかりで一斗を止めようとしたが、ぬかれる。
菅田 賢児
DF（レフトバック）。ドリブルしてきた一斗を止めようとしたが、あっさりぬかれた。
小川秀夫
DF（センターバック）。
穂刈 伸也
MF。赤城・酒井と3人がかりで一斗を止めようとしたが、抜かれた。
五味 敦史
FW。強羅より自分の方が頭がいいと思っている。
柴田 重行
ライトバック。強羅がスローインしたボールをめぐって一斗と空中戦を展開したが、奪われた。
茂木
控え選手。控え室に乱入した一斗を泥棒と勘違いし大声をあげる。慌てた一斗に気絶させられ、ロッカーに放り込まれた。

### 久梨中（愛媛）
一斗が2年時の全国大会準決勝で嵩永学園と対戦。
大前
試合終了間際、ヤケをおこして暁に足をからめ、右肩にヒジうちを入れて鎖骨にひびを入れさせた。これが後の決勝戦の清雅学園VS嵩永学園戦に少なからず影響を与えることになった。なお、試合の方は暁にこの大会3度目となるハットトリックを決められるなどして、0対6と完敗。その上試合後には、暁を負傷させた彼のプレーに怒った城之内にリベンジをされ、2階から蹴り落とされた。

### 城山第三中（鹿児島）
一斗が3年時の全国大会で地元鹿児島県代表として出場し、一回戦で清雅と対戦。
辰野 寛亘
城山第三中サッカー部主将。GK。チーム内では城山の二傑、「西郷隆盛」と呼ばれている。攻撃的なキーパーであるがプレイゾーンはしっかりしている。「手刀パンチング」は威力絶大で一斗を気絶させるほど。
神浦 圭介
MF。チーム内では城山の二傑、「大久保利通」と呼ばれている。勘が鋭く、後藤のチーム歴の浅さを見抜きオウンゴールを誘った。一斗に対しても要注意人物としてプレッシャーをかけるがイエローカードを貰ってしまい、結局試合は敗北に終わる。
久保 典之
FW。おだてると機嫌が良くなるお調子者。試合中アゴが外れ、一斗の鼻水やボールが口内に入った。

### 四方寺中（大阪）
一斗が3年時の全国大会準々決勝で、清雅と対戦したが、2対3で逆転負け。
溝口 修平
四方寺中サッカー部主将。背番号10でDF。策略家で、強敵と対戦する時以外はチームの実力を見せようとせず、敵の戦力分析に徹する。本来は組織的なゾーンプレスの要として、チーム内で抜群の信頼をえている。また、彼自身のディフェンス力も鉄壁をほこる。しかし二重人格の気があり、普段タレ目の時は穏やかなのだが、怒って逆さ目になると、誰も手がつけられない。キレると「わいはキャプテンや、一番偉いんやで」と喚きながら暴れだす。
玉置 亮太
背番号3でFW。小柄・がめつい・短気・ケンカっぱやい・すばしっこい・変則プレーヤーと、ことごとく一斗のキャラと被っている。そのため、一斗には並々ならぬ対抗心をもつ。兄・玉置圭一は現役のJリーガー。
北条 権之介
背番号11でMFでゲームメーカー。自称「フィールドの貴公子」で、試合中は玉置亮太とコンビを組むことが多い。空中からでも背後に正確なパスを出せるテクニシャン。しかし自分の「権之介」という名前にコンプレックスをもっており、下の名前で呼ばれるとやる気ゼロになってしまう。トレンディードラマの見過ぎの影響で関西訛りの標準語を話す。ナルシスト。

### 大船浦中（千葉）
全体的に部員の素行は悪い。県下屈指の攻撃力を誇っているが、平木の加入によって弱点のディフェンスが強化されたため、全国屈指の強豪チームとなった。本作では珍しく、黒い学ランの制服である。一斗が3年時の全国大会準決勝で対戦。
平木 涼（ひらき りょう）
DF。清雅学園在籍中に3年への進級目前で勃発した昔の不良仲間との因縁を清算後に放校処分となり、3年時から大船浦中学に転校。背番号は清雅時代と同じく4。和馬達に全国大会で再会することを予見させていた。そのサッカーセンスは敵に回すと脅威。大船浦中ではプレイと戦術両方の面で、守備の要として活躍。「カミソリスライディング」の異名を持つ。スイーパーとしてのプレイだけでなく、リベロとしての活躍も見せ、名アシストも見せる。清雅の4番のユニフォームで、同じポジションを守る甲斐秋彦は平木のスーパープレイに圧倒される。
また、転校後はカツアゲしている生徒やいじめっ子などから、いじめられっ子を持ち前の腕っぷしで守る義侠心のある生徒になっていることがうかがえる。
上甲 葦辰
大船浦サッカー部主将。FW。強烈な左足のシュートとパワープレイを得意とする。海邦中のソニー・グローバーの「ドランキングショット」を打つことができる。ソニーと与那嶺曰く「ソニーよりキックのスピードが速い」らしい。「軸足に負担のため、多発できない」「インパクト直後、ブロックされやすい」という欠点を克服した「ネオ・ドランキングショット」を試合中に完成させただけでなく、「インパクトの瞬間にDFにカットされた時、軸をずらしてネオ・ドランキングショットを打つ」など、抜群の対応力を持っている。
平木の入部でチームが強化された事を誰よりも喜んでいる。数少ない真人間で、素行の悪い部員達も彼には逆らえない。強敵と出会うことに喜びを感じ前向きで、試合中でも成長しようとしていく様は、名スイーパーの三宅すら恐れさせる。
日尾野 雅春
MFでゲームメーカーだった（背番号10）が指揮権を平木に奪われ嫉妬していた。しかし平木に自身のミスをカバーして貰い以後、平木の指示に従うようになった。パス能力は高く瞬時に相手に合わせられる。キックの軌跡を瞬時に変化させることにより、変則プレイも持ち合わせているプレイヤー。
操谷 彰一
GK。本チーム内の一斗との試合外での乱闘選手。3年間鉛入りのグローブで練習して鍛えた指の力は尋常ではなく、多少のシュートならインパクトの瞬間であっても、人差し指と中指だけではじき返す。試合でも一斗と激突し、シュートをぶつけられ鼻を折られてしまったが、なぜか治っており、そのことについて突っ込まれるシーンもある。

## 風飛び一斗の登場人物
『かっとび一斗』の続編で高校サッカーを描く。比較的前作よりはまともなサッカーになっている。

### 埼玉県内の学校
冬の選手権大会地区予選終了後、後述の真倉高の山崎達を初め埼玉選抜として、鳴峰高との練習試合の相手をする。

#### 鳴峰高校
一斗が推薦入学した高校で所在地は埼玉県所沢市。特待生は寮住まい。県ではベスト4の成績を持ち、ディフェンスは県でトップクラスの実力を持つ一方、オフェンスは並みくらいにまで劣る。しかし、一斗たち特待生一年生の加入によってオフェンス不足を補っている。上下関係は緩くチームワークもいまいちだが、いざとなると結束する理想のチーム（ただし、後述の小吉を除く）。
香取一斗
中学時代と比較して戦術理解度が進み、チームプレイを行うなどプレースタイルが洗練され成長がみられる。背番号は清雅時代と同じく15。メインはウイングフォワードだがボランチに起用される事もあり守備面も信頼されている。チームメイトから「チビ」と呼ばれ滅多に名前で呼ばれる事がない。今期の特待生で中学での全国大会を経験、しかも優勝チーム出身なので期待度は大きい。清雅時代から最大の持ち味はスピードで無理なロングパスでも難なく対応できる。清雅に比べ主力選手が多くいる鳴峰に次第にチームプレイ=アシスト=囮になる事も覚えていく。キーパーとの1対1には相変わらず強く得意のヒールシュートも健在である。
羽生大介
一斗と共に千葉県の得点王として推薦で入学。一船中出身。中学1年の時に全国大会に出場して試合経験は試合の残り時間十分程のみ。FW（フォワード）がメイン。背番号は14。恵まれた体格と弾丸シュートの持ち主であるが壊滅的な精度（つまりノーコン）で毎試合敵味方問わず（まれに観客も）犠牲者（シュートが当たると気絶する程の威力）を多数出している。インサイドシュート（コントロールできる）は並みの選手のインステップシュート以上だが、本人はあくまでインステップに拘り周りを悩ませる要因となっている。ボディバランスも良くFWとしては申し分ないが、点が取れないとレギュラーから降ろされる面も気にしている。クロスの速度も速く今までのチームメイトが合わせられなかったが、一斗という超高速選手を得てアシストも考え始める。性格はのんびり屋でサッカー以外の争いは好まないが、無神経で能天気な性格ゆえに山崎一朗、大房正勝、桜井真吾などからライバル心を抱かれる。一斗からの呼称は「ノッポ」。
根津克臣
一斗と共に神奈川県のアシスト王として推薦で入学。東横須賀中出身。MF。背番号は13。赤毛にピアスと、見た目も中身も優等生とはかけ離れた、血の気の多い男で喧嘩も大好きで一斗や斬佐と共に他校生徒と乱闘することも度々である。パスやドリブルなどのテクニックは超一流で、1年生ながら攻撃の起点を任されつつある。しかしサボリ癖があり、ディフェンスをしようとしない。その上、試合中に相手から挑発されると冷静な判断力が利かなくなり鹿野からのバックパスの指示も無視する始末。一斗からの呼称は「赤毛（あかげ）」。守備面が疎かと言うが反面、削られても勝ちに執着するガッツの持ち主（一斗に触発された面が大きい）。以上の一斗、羽生、根津の3人は本シリーズの主役格でチームでは「三バカトリオ」と呼ばれている。
真央雷太
鳴峰高サッカー部主将。DF。埼玉県トップクラスの守備力と肉体を誇る鳴峰守備陣の要である。本人曰く自分達も中学で全国大会の出場経験あり。背番号は2。冷静な時は「Jリーガーも真っ青」（志波監督談）の素晴らしい守備を見せるが、攻められっぱなしになると怒って関西弁（出身が大阪である為）でどなり、冷静な判断が一切できなくなる。また、慣れないことに対してあがり症な面があり、全国大会の一回戦の試合前やテレビインタビューなどでは極度に緊張してしまい、それが大石らに伝染して支障をきたしたことがある。3年生であるが一斗達の加入で戦力アップし初の総合体育本大会（夏の大会）、全国選手権大会（冬の大会）に出場を果たす。流石に主将だけあって威厳がありタメ口を利かれながら「三バカトリオ」も彼には逆らえない。斬佐でさえ「真央さん」と敬意を払われているが、一斗からは「筋肉ゴリラ」と呼ばれている。
杉浦斬佐
DFで2年生。群馬県の前橋八中出身。背番号は5。強烈なスライディングタックルで「鎌刈り斬佐」の異名をもつ。自信過剰で口が悪く、そのうえ血気盛んな性格。しかし、大好きな志波葵の言うことには忠実な男。1対1に絶対の自信を持ち、U（アンダー）−18日本代表に選ばれた全国トップクラスのディフェンダー。しかし相手をなめてかかる癖があるので、しばしばミスをしてしまう。サイドバックで得点能力もある。「三バカトリオ」を生意気に思いつつ、期待はしている。総じて敵に対しては性格は悪い。陰湿な面はあるが守備に関しては司令塔を担っておりマンマークにおいても相手の主力選手を抑え込めるほど。同じくU−18日本代表の国見台高の江口曰く「性格が災いして（U−18では）控えだったが、実力は折り紙付き」と語っている。
大石平八
DFで3年生。ハゲと呼ばれるのを嫌うスキンヘッド。背番号は3。埼玉県トップクラスの守備力だが、中学時代はFWをやっていたことから、しばしば前線へ上がって得点も取りにいく。真央と3年間共にプレイして来られた事を誇りに思っている。下級生のはずの斬佐、（偶に）加刈には呼び捨てにされているが、試合中は気にしていない模様。血の気も多く相手の挑発に嵌ることもしばしば。
白河由希
DFで真央と共にセンターの要で2年生。背番号は4。出身は東京。技術も高く血の気の多い鳴峰守備陣の中でただ1人、冷静な人物。熱くなりすぎた守備陣を落ちつかせるのも彼の役割である。容姿端麗で物静かな性格だが怒らせると怖い事は知っているので真央からも一目置かれている。テクニックとスピード（真倉高の石井曰く）はあるがパワープレイが苦手な面もあり相手フォワードのプレイを視て「苦手なタイプ」だと語っており自らも自認している模様。判断力も高く学業も優秀（学年3位）なので杉浦斬佐よりは次期主将として期待が大きい。実家は「白河組」というヤクザだが本人はその事を嫌っている。
鹿野聡
MFで2年生。背番号は10。鳴峰のゲームメーカーであると同時に、守備にも才能がある。しかし司令塔としてポーカーフェイスに徹するあまり、ピンチになるとタレ目で「うひょひょひょ」と不気味な笑い声を発する。しかしゲームメイクの技術は確かで一斗、羽生、根津のコントロールも上手い。根津とコンビを組む時も多く、唯一タメ口でありながら「鹿野さん」と呼ばれ根津から敬意を払われている。守備やマンマークではかなりの能力を発揮する。
加苅拓巳
GKで2年生。背番号は1。ドレッドヘアー。低身長であることが弱点の彼は、「日本のホルヘ・カンポス」をめざして日々練習に励んでいる。反射神経のよさは一級品。一斗が入学するまでは「チビ」の称号は彼だったが、それは一斗に移り安心している。反応は良いのだが超級の選手からはもうひとつでセーブ率を下げている。
久保純
MFで1年生。金髪ロン毛でタレ目のナルシスト。背番号は17。止まったボールを蹴らせれば一流だが、動くボールは蹴れないどころか、かすりもしないという致命的な弱点をもつ。それにもかかわらず、ゆるぎない自信をもってその弱点を改善しようとしない。リザーブ選手となる事が多い。女性からの人気も高いが一斗からは「タレ金」（タレ目で金髪の意）と呼ばれ女性ファンからも「タレ金様」と呼ばれる始末。ドリブル、セットプレーは抜群だが、欠点によりスタメンには至らない事が多い。だがここぞと言う時に活躍するスーパーサブ。過保護な父がおり、久保の試合の写真を撮りまくっている。繊細な性格で一斗達にからかわれる事も度々。
屋代
FW。背番号は9。リーゼント風の髪型が特徴で、長身でヘディングに比較的自信があるが一斗、羽生の加入でリザーブ扱いが多くなる。チーム内では割と常識人である。
鳥居雄司
FW。背番号は11。角刈り頭にお調子者のうえ実力が全く伴わない自信家。屋代とともにフォワードのレギュラーだったが、ヒザのおできが悪化したため、長い間休んでいた。真倉高との練習試合後に復帰を果たしたが、一斗、羽生の加入によりポジション争いが激化していた。不動のレギュラーに返り咲こうと努めたが、彼の得点能力の無さは、埼玉県内トップクラス。競争に敗れ、次第に屋代と共にリザーブ扱いになる。
藤崎
MF。背番号は8。鹿野より1cm背が低い。小柄である以外特に特徴がない。目立った活躍はないが何とかレギュラーは維持している。ただしインターハイ予選の熊英戦では前半に相手の攻撃で失点寸前にイエローカードを貰うが、ペナルティエリアの外だったのでフリーキックとなり、結果的に熊英にPK献上と鳴峰の失点を免れる活躍をした。
増田
DFのリザーブ。関東大会県予選一次トーナメント開幕前に行われた真倉高や西所沢高との練習試合で、斬佐のかわりにスタメン出場を果たす。
中尾
FWの補欠選手。その得点能力のなさは鳥居雄司からバカにされるほど。
西原
MF。特に特徴はないが、レギュラーを維持している。背番号は6。スタミナが他と劣るのが欠点。
船本
MF。背番号は7。気が小さい。真倉高との練習試合では、後半1点リードされている場面で根津と交代させられ、1年の住みこみ組にポジションをうばわれた第一号となる。右側からすばやく圧力をかけられると、ゲームメーカーの鹿野にボールをまわす癖がある。
丸山
控えGK。背番号は20。大柄な体格だがフットワークと反射神経が殆どなく、実力は加苅に比べてかなり落ちる。そのため、滅多に出場する機会はない。しかし関東大会県予選一次トーナメント開幕前に行われた西所沢高との練習試合で、相手チームの実力をあまく見た志波監督の采配によって出場を果たすが、結果は散々なものだった。インターハイ決勝トーナメントAブロック決勝の市立さいたま高校との試合で、脳震盪を起こした加苅と交代で出場するも、役に立たなかったが失点は免れた。他にも後述の花菱龍太郎により加苅に変わりレギュラー起用されるなど。
3年生であるが一応、斬佐を除いた2年生達から敬語で話されている。
八幡小吉
足の速さに多少自信を持っている。背番号は18。中学時代はDFをしていたが、鳴峰の選手層が厚いポジションであることから希望ポジションをMFにしている。自らがレギュラーの座につくためには手段を選ばない、卑怯かつ姑息な性格。そのため、平気でチームメートに下剤を飲ませることくらいはザラの曲者。1年生で一斗・羽生とは同じクラス。選手層が薄い鳴峰なので毎回ベンチ入りだけは果たしている。関東大会予選の真倉戦で志波監督不在時に斬佐の発案でFWとしてスタメンを果たすが引き分け狙いの筈が偶発的に得点してしまったことで山崎の怒りを買い、試合を敗戦に終わらせる。
なお、名前の読みは「こきち」であるが、一斗も含めたほとんどのチームメイトからは「しょうきち」と呼ばれている。真倉との練習試合でピッチに立ちたいがために下剤を盛って以降は、大半の部員（特に一斗）から恨まれている。自身はその事で一斗から仕返しをされており、彼に対して相当な逆恨みを抱いている。
志波親信
鳴峰高サッカー部監督。本職は植木屋で有限会社志波造園を経営しており、敷地内にサッカー部特待生の寮を設置している。指揮官・スカウトマンとして腕をふるうが、「三バカトリオ」の起用には悩まされている。性格は、かなり強引で厳しい。そのため、文句を言った生徒を、枝きりバサミで首を切り落とそうとするなど凶行に走るが、問題児が多いチームであり結果的に「教育」の体裁となっている。現役時代はJリーグ発足前の社会人リーグで「猪FW」として知られ活躍した選手。しかし、FWだったが守備力だけ高い鳴峰に今回の特待生に攻撃力重視の選手を選び全国区のチームを目指す。戦術論は見事だが選手の扱いはスパルタ教育（特に一斗には）。
佐藤義雄
鳴峰高の新米教師で、サッカー部の顧問。サッカーのことを何も知らない。真倉高との練習試合で時間係を務めるが、試合前半43分の時点で、高校サッカーが40分ハーフであることを初めて知った。全国大会出場が決まった後、花菱教頭に顧問を解任されるが、後に復帰する。
志波葵
鳴峰高の生徒。志波監督の娘で明るく活発。しかし、強引な性格は父親ゆずり。杉浦に一方的に好かれているが迷惑している。
戸塚（OB）
鳴峰高の卒業生。現在は大学生で大学リーグで活躍している。真倉高と西所沢高との練習試合では主審を務めた。生真面目で曲がった事を嫌う性格であるがファッションセンスは壊滅的でJリーグ観戦にジャージで来る始末。色々な要素があり真央、大石、加刈からは確実に嫌われることが判明しており陰で呼び捨てにされている。しかし、気前は良く、Jリーグ観戦後に焼き肉を一斗達に御馳走しようと思っていたが、ビールを飲みすぎて酔い潰れていた。見かけによらず腕っぷしは弱く、相手のパンチを避けたはずが当たったり、一方的に殴られたりしているが、非常に打たれ強く斬佐曰く「（袋叩きにされても）一時間は耐えれる」とのこと。
花菱龍太郎
鳴峰高の教頭。全国大会出場など優秀な成績を出した部活には露骨に贔屓し金満政策で大幅に設備改善を施すが、それを口実に部活を乗っ取り自分勝手に方針を決めるため、学校内では疫病神扱いされている。スポーツの知識も乏しく見た目で判断（小柄、貧弱そうという理由で一斗と加苅、鹿野までもレギュラーから降ろすなど）するため、以前甲子園出場を果たした野球部を乗っ取り、最弱のチームにしてしまった実績がある。同様に総体（夏の大会）の出場を決めたサッカー部を乗っ取り、一部の主力選手の降格や志波監督を解任するという暴挙に出る。真倉高との練習試合で父兄やOBからも寄付金を要求するも、弱体化して一方的な試合になってしまい、呆れた父兄やOBたちが次々と帰ってしまう始末で、それを止めようと小沢監督に寄付金を賄賂として贈ろうとした矢先、羽生のシュートが直撃し病院送りになる（もちろん、故意にぶつけたわけではない）。その後サッカー部を辞めて志波監督も復帰して元通りとなるが、彼が準備したグランドの天然芝と照明はそのまま残り、その点だけはサッカー部から感謝されている。その後、懲りずに大会記録を出した水泳部を乗っ取ろうとしていた。

#### 真倉高校
最初の練習試合の相手であり、鳴峰高の宿敵で本作でも地区予選まで度々対戦している全国大会常連校。鳴峰高の寮生達は冬の選手権予選の決勝以外全員フル出場していない。
山崎一朗
FWで主将。3年生。県下ナンバー1ストライカーの名にふさわしい実力の持ち主。ゴール左45度からのシュートをもっとも得意とし、その破壊力は超高校級。また、高い身長をいかしたヘディングも強烈で、大石と白河の2人がかりでも防ぐことができなかった。しかしサッカーから離れると、自分にそっくりの弟と妹の面倒をみる優しい兄でもある。苦学生で新聞配達しながら家計を支えており、一人称も「私」という立派な選手だが、反面サッカーに関しては自己顕示欲（特にシュートの威力）が強く、暴走する時も多いので石井、池添の悩みの種となっている。犬が苦手という意外な弱点もある。真央とはライバル関係でお互い認め合っている。埼玉ニコニコテレビのリポーターの今井あや子のファンでもある（彼女が番組を邪魔され一斗と羽生をハイヒールの踵でボコボコにしたが、それでもファンを辞めずチームメイトから「年増」と言われても「年上の可愛いお姉さんと言わんか！」と擁護していた、今井アナのその後は不明でデュレクターも匙を投げていた）。関東大会予選の鳴峰戦では、引き分け以上なら関東大会に出場出来る現状から、斬佐の策略でやる気を失わせて同点のまま終わらせようとしたが、小吉のせいで失点されたことで（ある意味）騙されたことに怒り爆発して勝利を狙い、最終的に勝利する。全国選手権地区予選決勝で鳴峰に敗戦後に朗報（プロにスカウトされたらしいが詳細は明かしていない）が入ったらしい。それを受け兄妹達の将来の進路の面倒をみる事を伝えたが弟から「（将来は）ニート！」と言われ絶句していた（勿論、弟はニート＝無職の扶養家族と言う事は全く知らない）。
石井
FW。2年生。小柄で子供のようによく泣く男。しかし、鳴峰高との練習試合では、怒り狂った真央の強烈なショルダーチャージをくらいながらも山崎に正確なパスを出すなど、かなりのテクニシャン。自らシュートするより山崎へのアシストが多い、他にも関東大会予選の鳴峰戦で鳥居のファウル(転倒したところをボールをクリアしようとした鳥居に顔を蹴られた)とインターハイ予選の熊英戦で試合終了間際相手のディフェンスファウルにてPK獲得に貢献するなど、結果的にチームの敗戦を免れた。キックボードを欲しがるなど俗っぽい一面もある。ちなみに、物語序盤で、一斗と羽生が志波監督の原チャリを無断で使って登校しようとした際、山崎と学校に登校していたところに一斗の操作ミスで原チャリが飛んで来て危うくぶつかりそうになったが、その恐怖で失禁してしまう。
池添
2年生。MFで、高度なテクニックをそなえたゲームメーカー。普段は涼しい顔をしているが、自分の気にくわない人物と判断すると、その高度なテクニックを使っていたぶる陰湿な性格。彼のこの態度に自信をなくし、辞めていった新入部員も多いという。怒ると後輩に対しても高圧的な態度に出るのは小沢監督そっくりの性格。しかし、そのゲームメイクのセンスは驚異で鹿野、根津、斬佐の3人掛かりでマークに着いたほど。
平野
GK。鳴峰高との練習試合では、庭木の枝をへし折る羽生のシュートに、恐れおののく。結局、羽生から2失点、根津から1失点した。
鈴木
MF。鳴峰高との練習試合では、前半鹿野のマークについたが相手にならなかったばかりか、後半は一斗のドリブルのスピードにもついていけなかった。
赤須征二
1年生ではあるが控えのMFにして真倉高の秘密兵器。野獣と呼ばれている程プレイが荒っぽいため品性が欠ける面で小沢監督も起用を躊躇う。自身の性格にも問題があり、上級生を呼び捨てにしたり小沢監督に対しても目上と思わない態度をとる。しかし、パスセンスは高く精度は抜群で一斗に匹敵する変則プレーヤー。
原田
MF。村八分状態の赤須であったが鳴峰戦で能力発揮し赤須を認めパスを出した。赤須は感激のあまり涙し、それを見た原田は照れて顔を紅潮させた。能力は並レベルだが比較的セリフが多い選手。
小沢監督
真倉高サッカー部監督で、ヨーロッパ流のカウンターサッカーを信条とする。教師という立場でそこまで給料が良いわけではないのに、莫大なローンを組んでアルマーニのスーツにフェラガモの靴、ロレックスの腕時計にヴィトンのバッグと、ブランド品で身を包むことに一生懸命な男。しかし、一斗と羽生によってアルマーニのスーツは破られ、ロレックスも修理に出すことに。その上、所持していた車2台を廃車にされている。そのため、一斗と羽生には激しい恨みと憎しみを抱いており、車で轢こうとしたり一斗を首絞めて殺そうとしたりなど2人を恐れさせる数少ない人物。鳴峰高との練習試合ではそれが原因で真倉イレブンに厳しいノルマを課すも、小吉が鳴峰のレギュラー達に下剤を盛るという姑息な手を使ったため、不戦勝のような形で勝利する。鳴峰の強さを肌で感じた試合後はノルマを無効とし、ノルマを課したことを全員に詫びた。監督としても教師としても色々問題はあるものの、なんだかんだで選手から信頼されている良い監督。
吉田顧問
真倉高サッカー部の顧問。決勝リーグ戦で熊谷英徳戦、武旋戦で一斗達が起こしたトラブルの為、試合に来られなくなった小沢監督に代わり監督代行を務めた事もある。小沢監督を畏怖する為、明確な采配を振れなかった。ベンチにいる時もいつも小沢監督の機嫌を窺っている。祈祷に使う祓串を持ち歩いている。小沢監督が折ってしまった松葉杖の代わりにつるはしを借りてくるなど、ずれた面もある。

#### 西所沢高校
真倉戦の次に練習試合を行った高校。進学校であるが、サッカーは弱小クラス。
久保田
MF。みえっぱりで表裏の激しい人物。中学時代、前橋八中サッカー部の万年補欠として、斬佐と同じ空気をすっていた。そのコネを利用し、関東大会県予選一次トーナメント開幕前に鳴峰高との練習試合を組むことに成功する。
高須
MF。頭が抜群に良く、東大医学部進学を考えている高須総合病院の一人息子。関東大会県予選一次トーナメント開幕前、鳴峰高と練習試合をする。勉学命の選手ではなく、パスの技術は相当なもの。毎年一回戦負けが常の弱小校にあって、真剣に県ベスト4の鳴峰高に勝つことを考え、奮闘する。しかし僅かに力及ばず、3対4で惜しくも敗れた。
今泉瞬
FWのスーパーサブ。関東大会県予選一次トーナメント開幕前、鳴峰高と練習試合をする。軽い身のこなしと素早いドリブルをもって、補欠で固めた鳴峰ディフェンス陣からハットトリックを達成する。しかし、レギュラー陣で唯一残って冷静さを取り戻した真央により、肝心な場面で抑えこまれてしまった。試合後は涙を流すが、高須から強いチームすることが出来るだろうと期待されている。真央曰く「高須と今泉が真倉高にいたら驚異だった」
伊東
DF。久保田と鳴峰高までやって来て、練習試合を申しこんだ。そして関東大会県予選一次トーナメント開幕前に鳴峰高と対戦するが敗れる。試合後、敗れて泣いていた今泉になぐさめの言葉をかけようとしたが、かけられなかった。
梅田信吾
GK。ジャンプフェスタ2000で「風飛び香取一斗登場権」を獲得し、西所沢高サッカー部員として登場した実在の人物。愛称は「ウメッチ」。しかし、せっかく登場させてもらったのにメガネブタ呼ばわりされ、キーパーとしての実力も最低。関東大会県予選一次トーナメント開幕前に鳴峰高と練習試合を行ったが、立て続けにゴールを奪われた。だが、作者の門馬もときは「実際の彼はとても温厚でいい人」と、単行本4巻で言っていた。好きな漫画は「ONE PIECE」。
金子定雄監督
西所沢高サッカー部顧問兼監督。いたって低姿勢な人物で、自らのチームを弱小呼ばわりしている。佐藤義雄同様サッカーのルールを全く知らない素人のため、チームの戦術・指揮は高須に任せきり。試合前にも部員の本業は学問とし、怪我をしないように呼びかけていた。

#### 狭益高校
関東大会県予選1次トーナメント1回戦の相手。キックオフして早々に総攻撃を仕掛けたり、シミュレーションを行ったりなど奇策を用いることを得意とする。その後インターハイ決勝トーナメントBブロックにも出場している。
ヒロ
エースストライカー。FW。関東大会県予選一次トーナメント開幕一週間前、所沢駅付近にて女性をナンパしようとするが、小金沢にジャマされる。そこで合流した狭益高背番号4の選手、岡田と3人で小金沢を袋だたきにしていたところ、偶然一斗、羽生、根津と出くわす。小金沢の仲間と勘違いして襲いかかったが、逆に根津の右ストレートをくらってダウンした。そのため関東大会県予選一次トーナメントDブロック第一試合・鳴峰高戦では、リベンジに燃えて挑む。試合開始早々の奇襲作戦「総攻撃」で正確なセンタリングを見せて先制点に成功する。しかし、その後はせっかく松本正和が斬佐から奪ったPKを加苅に止められてしまうなど空まわり。本名は不明。
岡田
MF。小柄ですばしっこい。関東大会県予選一次トーナメント開幕一週間前、所沢駅付近にて小金沢をヒロ、狭益高背番号4の選手と3人で袋だたきにしていた。その時に偶然一斗らと出くわす。小金沢の仲間と勘違いして襲いかかったが、ヒロと狭益高背番号4の選手が敗れると逃げ始める。持ち前のすばやさで逃げきれたと思った瞬間、一斗の蹴りをくらって倒された。そのため関東大会県予選一次トーナメントDブロック一回戦第一試合・鳴峰高戦ではリベンジに燃えて臨んだが、敗北。
室井
GK。浦所空港公園で買ったばかりのスケーターボード「R1（アールワン）」に乗って遊んでいたが、偶然そこで小金沢のスケーターボードに乗って遊んでいた一斗といつしかレースに。だが勢いあまって階段から転落し、R1は大破。これを一斗のせいだと逆恨みする彼は、関東大会県予選一次トーナメントDブロック第一試合・鳴峰高戦を前に闘志満々。試合では、羽生のシュートを前歯を折りながらも至近距離でキャッチしようとするなど奮闘する。しかし前半終了間際、またもや羽生のシュートを至近距離からキャッチしようとし、勢いあまって後頭部をゴールポストにぶつけて失神してしまう。担架で運ばれ、そのまま戻ってくることはなかった。その後、彼の抜けた狭益高ディフェンス陣はボロボロになり、終わってみれば1対7の大敗であった。
背番号4の選手
DF。関東大会県予選一次トーナメント開幕一週間前、所沢駅付近にて小金沢をヒロ、岡田と3人で袋だたきにしていたところ、偶然一斗らと出くわす。小金沢の仲間と勘違いして襲いかかったが、逆に一斗に蹴り倒された。そのため関東大会県予選一次トーナメントDブロック第一試合・鳴峰高戦ではリベンジに燃えて挑む。そして、試合開始早々の奇襲作戦「総攻撃」でDFながら前線へ突進。ヒロからのセンタリングを頭で合わせて先制点をあげたのだが試合は惨敗。
昼間公平
羽生が見上げるほどの謎の超大型FW。だが、その正体は狭益高囲碁部員で、サッカー未経験者。関東大会県予選一次トーナメントを勝ちぬくため、綿貫監督によってサッカー部へ招かれた。Dブロック第一試合・鳴峰高戦の前半、同点に追いつかれた場面で投入される。鳴峰DF陣の注意を引きつけ、決定的チャンスを作り出したが、得点をあげることはできなかった。逆に杉浦斬佐によって未経験者であることを見抜かれてしまったため、松本正和と交代させられる。その後、対戦したことがないチームがあるからという理由で、インターハイ決勝トーナメントにも訪れていた。
松本正和
控えのFW。松本正志とは双子の兄弟で、兄の方。つり目なのが特徴。関東大会県予選一次トーナメントDブロック第一試合・鳴峰高戦で前半、昼間公平に代わって途中出場を果たす。「ダイブ松本」の異名をもつ彼はファウルを誘う名人で、ペナルティエリア内で斬佐からファウルを誘い、PKをゲット。しかし、得点には結びつかなかった。
松本正志
控えのMF。松本正和とは双子の兄弟で、弟の方。たれ目なのが特徴。兄・正和と同じくファウル狙いがプレースタイルだが、相手をからかうことでラフプレーを誘うところなどは兄より汚い。関東大会県予選一次トーナメントDブロック第一試合で鳴峰高と対戦。前半30分に1対2と逆転された場面で狭益高背番号8の選手にかわって途中出場を果たす。大石からファウルを誘おうとしたが、失敗。逆に主審からはシミュレーションと判断されレッドカードを出され、あっさり退場。
綿貫監督
狭益高サッカー部監督。簾禿げの一見気弱そうな人物だが、その実なかなかの策士である。戦術・選手起用の点で次々にユニークかつ大胆なアイデアを出すことにより、当初は鳴峰高を苦しめた。しかし、守護神・室井が負傷退場した後は、鳴峰との自力の差が出て敗北した。

#### 北川越商業高校
関東大会県予選一次トーナメント2回戦の相手。全校生徒の4分の3が女生徒で占めている。
安藤
FW。サッカーの実力はたいしたことはないが、人気はアイドルなみ。関東大会県予選一次トーナメントDブロックの対鳴峰高戦では、開始前ファンにハットトリックをプレゼントすると宣言。しかし、それを聞いていた鳴峰に怒りと嫉妬をプレゼントすることになる。結果、逆に一斗、羽生、根津、斬佐の4人にハットトリックを決められ、0対12で大敗した。
拓巳
MF。サッカーの実力はたいしたことないが、人気はアイドルさながら。対鳴峰高戦では、開始前、余裕のさわやかスマイルをファンにふりまいていた。しかし、これが鳴峰イレブンの怒りと嫉妬を招くことになり、一斗らにハットトリックを決められて大敗。

#### 大宮学院高校
関東大会県予選1次トーナメント決勝戦の相手。強敵。
大房正勝
大房監督の弟で、大宮学院高サッカー部員。FW。ケタはずれのパワーをほこる反面、稲垣とアイコンタクトをとるなど高度な戦術も使える。関東大会県予選一次トーナメントDブロック決勝戦で、鳴峰高と対戦。羽生大介にライバル心を燃やし、何かと試合を無視して張り合おうとするが、その結果オウンゴールを招いてしまった。その後は試合に集中。強烈なシュートと大石、西原の2人を引きずりながらも突き進むドリブルで、鉄壁鳴峰ディフェンダー陣を相手に2得点1アシストをあげる。しかし延長戦の決定的チャンスで、潔癖症の彼は一斗のゲロがついたボールを蹴ることができず、絶好のチャンスを逃すことに。結局この直後に鳴峰に決勝ゴールを奪われ、予選で姿を消すことになってしまった。常に除菌スプレーを携帯している。
杉山
FW。関東大会県予選一次トーナメントDブロック決勝戦で、鳴峰高と対戦。後半開始早々、カウンターアタックで大房正勝が送ったボールをヘディングで合わせ、価値ある3点目のゴールを決めた。しかし、その直後役目を終えたとして飛田とメンバー交代し、ベンチに下がった。
稲垣
MFでゲームメーカー。アイコンタクトやスルーをするなど高度な戦術と技術力をもち、敵の戦力分析にも長けている。関東大会県予選一次トーナメントDブロック決勝戦で、鳴峰高と対戦。攻撃面では周りの選手を上手く活かして活躍。また、守備面でも根津克臣に一度は股ぬきを決められたが、その後は根津をしっかり抑えこんだ。
岡崎
MF。関東大会県予選一次トーナメントDブロック決勝戦で、鳴峰高と対戦した。しかし、たいした見せ場もないまま延長戦の末、逆転負け。予選で姿を消すことになった。
奥田
大宮学院高サッカー部主将でDF。普段は穏やかな表情をしているが、試合が始まると険しい表情に変わる。関東大会県予選一次トーナメントDブロック決勝戦で、鳴峰高と対戦。前半は一斗のシュートを背中で止め、羽生のシュートを顔面でブロックするなど気迫のこもったプレーを連発。大房正勝のオウンゴール1点におさえる。しかし結果は、延長の末3対4で逆転負けだった。
富山
GK。関東大会県予選一次トーナメントDブロック決勝戦で、鳴峰高と対戦。善戦したが4失点し延長の末敗れ去った。
桑原
関東大会県予選一次トーナメントDブロック決勝戦・対鳴峰高戦では、大房正勝のオウンゴールに激怒した大房監督によってウォーミングアップをしておくよう指示される。しかし正勝が同点ゴールを決めた瞬間、監督からウォーミングアップを止めるように指示され、最後までピッチに立つことはなかった。
飛田
控えのMF。あまりにプレーが激しすぎるためフル出場は不可能で、控えの選手になっている危険人物。関東大会県予選一次トーナメントDブロック決勝戦・鳴峰高戦でも、後半5分に3対1とリードしている場面で、杉山と交代で出場。100メートルを11秒台で走る速い足とフットワークを活かして、一斗と熾烈なボールの奪い合いを展開する。しかしジャンプ力では一斗の方が一枚上手で、高さをいかした一斗の動きを封じることはできなかった。
大房監督
大宮学院高サッカー部監督で、大房正勝の兄。他校の校舎内でオッポロ黒ラベル（ビール）を飲み歩くなど、大の酒好きである。試合中は点を入れられると激怒し、怒鳴りながらパイプ椅子を地面に叩きつける。しかし、勝利がみえると守備的布陣に切り替えさせるなど手堅い戦略を打つこともする。関東大会県予選一次トーナメントDブロック対鳴峰高戦（決勝戦）では、3対1の楽勝ムードからよもやの逆転負けに、パイプ椅子を蹴飛ばしていた。なお、本職は警察官であるが勤務をサボって鳴峰VS埼玉選抜の練習試合を観戦していた。

#### 南浦和高校
関東大会県予選決勝リーグ第1戦の相手。名門校。
辻友治
FW。昔は長髪だったが、ヘディングに邪魔だという理由から坊主頭にした。ディフェンダーが見えないところから、矢のように飛びだすローヘッドが最大の武器。「疾風の辻」と呼ばれている。関東大会県予選決勝リーグ第一戦で鳴峰高と対戦。梨本一八との息の合ったコンビネーションは県内トップクラスで、その連携プレーから先制点となるヘディングシュートを決める。しかし、前半途中からボランチとして出場した一斗に動きを封じられ始めたため、流れを自チームに引き戻そうと無理をする。その結果、勝ち越し点をあげたが足を負傷。途中退場をすることになる。このケガが南浦和高に与えたダメージは大きく、鳴峰高とは3対3の引き分けに終わり、続く真倉高、武旋高戦は出場できず惨敗に終わった。
梨本一八
MFでゲームメーカー。紙に書かれたデータを読んだだけで全員の癖を盗める男。1年前までは「不沈の梨本」と呼ばれ、ひたすらドリブルで前へ進むことを信条としていた。しかし、大怪我からの復活をきっかけに大きく成長し、チームメートをうまく使う司令塔へと変身する。サインプレーを多用してまわりを使いこなすだけでなく、彼自身も追加点となる2点目をあげる。しかし、志波監督が一斗をボランチで投入した頃からゲームの流れは鳴峰へ移った。そして後半、羽生・根津の投入によって完全に形勢が逆転。辻友治とともに奮戦したが、3対3で引き分けに終わった。
原田
FW。鳥居雄司にショルダーチャージしてボールを奪ったことから、鳥居よりは優れたフォワードである。しかし絶好の得点チャンスで、真央雷太にボールを奪われてしまう。
川合
名門・南浦和高サッカー部主将でDF。関東大会県予選決勝リーグ第一戦で、鳴峰高と対戦。試合終了間際、藤堂を抜いた一斗が無人のゴールめがけてシュート体勢に入った瞬間、バックチャージをして失点をくい止める。しかしそのために退場処分となり、梨本一八に後のことは任せて姿を消した。チームメート思いで、何としても辻友治のゴールを決勝点にしたいという思いからとったバックチャージだった。
藤堂
GK。信ちゃんとは小学生の頃から同じチームで育った幼なじみ。後半、羽生の殺人シュートの餌食になった信ちゃんを見捨ててまでセーブしようとする。しかし、その甲斐なく、根津にゴールを入れられてしまう。その後も必死でゴールを守るべく奮戦したが、結局終わってみれば根津から2点、久保純から1点の計3点を鳴峰高に奪われてしまった。
高橋
DF。藤堂とは小学生以来の幼なじみで「信ちゃん」と呼ばれている。後半、羽生の殺人シュートを2本顔面に当たり、室井のように担架で運ばれるのかと思われたが、試合終了まで元気にプレーを続けた。
野口正幸
控えMF。後半25分過ぎ、3対2と1点リードした場面で、負傷した辻友治に代わって守備要員として出場する。一斗のマークについたが、そのスピードについていけず、たいした活躍はできなかった。
パンペッタ監督
名門・南浦和高サッカー部の監督だが、本職はブラジル料理店「バスコダ・ガマ」のコック。陽気な人物で、自チームが得点をあげるとタンバリンを振って喜ぶ。しかし、日本語の会話はかなりたどたどしく、「信頼」を「落雷」と言っていた。

#### 武旋高校
関東大会県予選決勝リーグ第2戦の相手。U−18日本代表のゴールキーパー・南雲と志戸を筆頭とする強力なオフェンス陣を要する真倉高と並ぶ強豪校。監督は二度同じことをすることを極端に嫌い、怒りが込み上がると腹式呼吸で落ち着かせる癖がある。
南雲節太
GKで2年生。高い身長と驚異的な反射神経、強い肩をもつ全国トップクラスのキーパーで、U−18日本代表の控えキーパーでもある。自信に溢れ落ちつきがある上に、研究熱心な面も合わせ持つ守護神。しかし、若いのに盆栽をこよなく愛する変わり者でもある。一時、鳴峰の斬佐とともにU−18日本代表のためにチームを離れていた。
志戸高良
FWで主将。3年生。関東大会県予選決勝リーグ第一戦を見て、鳴峰高と南浦和高の戦力を分析するため南雲節太とスタジアムに来ていた。主力選手で強力なシュートも持っているが本来はドリブラーで、「テクニックの志戸」と呼ばれていた。山崎に対抗するために肉体改造をして「バズーカ砲の志戸」と呼ばれるようになる。
桜井真吾
名門・武旋高サッカー部の補欠選手で1年生。他人の試合には興味を示さないが、羽生だけは別。というのも中学時代、千葉の県大会で羽生と得点王の座を争った一戦で、開始早々羽生のシュートを顔面に受け負傷退場したため、得点王になれなかったからである。以来羽生を何かと目の仇にしている。関東大会県予選決勝リーグ二日目・鳴峰高VS武旋高戦の開始前に、羽生が鳴峰高サッカー部にいることを知り、闘志をたぎらせて試合会場に入った。途中出場ではあるが鳴峰戦で先制点をあげる。なお、羽生は全く彼の事は覚えていない。
金井
MF。大石のハードマークに苦戦する。
鏑木
FWで重戦車攻撃陣の一角であるが鳴峰戦で二度もオフサイドになり、激怒した監督に桜井と交代させられる。
永井
後半より投入されたMF。攻撃の起点を任される。

#### 朝霞工業高校
インターハイ決勝トーナメントAブロックの鳴峰の一回戦の対戦校。スタメンが全員羽生並の高身長を誇り低身長のGK加苅が弱点と見ていたが、長身選手を揃えるのがやっとだったため技術やフィジカル面が劣り惨敗する。
片桐晃誠
オールバックの髪型が特徴のMFの主将。佐藤とともに鳴峰の偵察に訪れ、同じく偵察に訪れていた川口国際の牧野に絡むも、羽生が蹴ったボールが顔面に命中し気絶する。
佐藤祐一
たらこ唇が特徴のFW。牧野に絡むが名前を覚えてもらえないことに悲しむ。羽生に気絶された片桐の仕返しをしようとボールをヘディングするが、誤って真央に直撃してひと悶着起こす。試合では高身長を生かそうとするも、鳴峰のフィジカルの強さに阻まれる。

#### 川口国際学園高校
インターハイ決勝トーナメントAブロックの鳴峰の二回戦の対戦校。牧野が集めたデータをもとに試合を展開し、必ず3対2で試合に勝利（前半に1点、後半に2点を取っており、緊張感を持たすためにあえて失点している）している。
牧野悟
MFのゲームメーカー。事前に各校の選手のデータを綿密に分析して収集し、そのデータをもとに試合を有利に進める策略家。一方でミーティング中でもイメージ・トレーニングと称して音楽を聞いているなど態度は良くない。小学校からの腐れ縁で「三銃士」と呼ばれる山田、賀谷、河平がおり、スタメンを外されそうになると、仮病を使ってそれを阻止してくれる。他の選手達曰く「牧野達がいないと勝負にならない」と信頼されている。
山田大五郎
FWの大柄な選手。自称「和製ロナウド」。連載当時のロナウドの髪形を真似して「大五郎カット」にしており、しかも名前も「大五郎」であることから鳴峰メンバーから爆笑（河平も当初は笑っていた）を買っていた。さらに前歯が二本欠けており、得点を決める時に欠けたところを利用して笛のように鳴らして吹く癖がある（一斗曰く「やかん」）。見た目通りパワープレーを好み、トラップをした状態でボールをキープし、そのままゴールに突っ込む強引な手で点をもぎ取る。しかし、ゴールラインを割るのに気付かない一面を持つ。
賀谷
DFの釣り目の小柄な選手。一斗と渡り合うほどの反射神経を持ち、ディフェンダーでありながら時に前線に出て点を取りに行くことがある。怒りが頂点に立つと、やけ食いをする癖がある。一斗のマークを任されていたが、自身の顔真似されて苛立ち、他の選手に無理矢理マークを代えさせる。
河平
GK。パンチパーマが特徴の選手。前述の賀谷の顔真似をした一斗に騙されて失点を許してしまう。

#### 市立さいたま高校
インターハイ決勝トーナメントAブロックの鳴峰の決勝戦の対戦校。一回戦で大宮学院を1対0で破る。
柄澤徹也
DFの主将。身長は低いが競輪選手か短距離選手のような鍛え抜かれた脚が特徴で、大房を抑え込み、羽生を吹き飛ばすほどのパワーとそれによる強力なシュートを持っている。鳴峰の偵察に赴き、斬佐に警戒されていた。性格は温厚で怪我した羽生を気遣ってわざとラインを割って試合を中断させる一面を持つ。
平橋
GK。顎が大きい選手で、普段は柄澤とともに行動していることが多い。
社
FW。一瞬でルートを判断し巧みなドリブルで三人がかりでも容易く突破できるほどの実力を持つ一流のドリブラー。しかし、怪我が災いして去年の試合出場数は一桁になっている。鳴峰との試合前にローラースニーカーで遊んでいたところを一斗に襲われローラースニーカーを奪われ、後に何も知らずに会った久保からローラースニーカーを奪い一斗を追いかける。そこで一斗がガラの悪いローラースケーター達と揉めている場面に遭遇し、彼らに仲間と勘違いされて巻き込まれる。
反田
FW。格闘家のように鍛えられた肉体が特徴。鳴峰との試合前に一人で鍛錬していた時に、偶然出会った一斗に会場の場所を聞くが、一斗の言葉を疑って会場とは逆の方へ行ったため道に迷い試合に遅れる。迷った先で見つけたカップルに無理やり道案内させて何とか会場に到着する。

#### 熊谷英徳学園高校
インターハイ決勝トーナメントBブロックを勝ち抜いた決勝リーグ戦の対戦校。作中では珍しいオバサンが監督をしている。
守屋
神出鬼没なGK。加苅と同じくらいの低身長で、初対面で互いにライバル心を抱く。キーパーでありながらフリーキックを担ったりピッチ内を縦横無尽に駆け巡ってシュートを放ったりする異色の存在。明峰VS埼玉選抜の練習試合では武旋の南雲がキーパーだったのでDFを務めた。
尾味
MFの主将。細目でたらこ唇なのが特徴。のんびりとしたパス回しを始めたと思えば隙を突いて一気に攻めに転じるなど、緩急つけた戦術を得意とする。
半田
FWで白鳥をこよなく愛する選手。白鳥と思い込んでいるラバー・ダックを持ち歩いている。シュートの威力は強力だが滅多に当たらない（チームメイト曰く「百年に一度のシュート」）。

### 埼玉県以外の学校
主に全国大会。夏の総合体育大会（インターハイ）と冬の選手権大会の出場校。

#### 清雅学園（西東京）
本来、一斗が入学していたはずの高校。かつてのチームメイトも一部いる。和馬たちが入部してから、凄まじい速度で全国屈指の強豪チームとなり、夏のインターハイ（総合体育大会本戦）では和馬が怪我でフル出場できなかったにもかかわらず、真倉高を初め強豪チームをことごとく破ってベスト4。後に和馬、真、瀬出井の3人をサッカー雑誌が「黄金トリオ」として書き、その目覚ましい活躍には、暁に「先をこされちゃった」と言わしめたほどである。
由良和馬
FW。一斗の最大の戦友にして永遠のライバル。強力なパワープレイも健在。加えて更に無回転シュートなど、非常に高度なテクニックが要求されるものも身に着けた（無回転シュートは、真倉高の山崎が長年練習して挫折した必殺シュートである「山崎ビーム」そのものであり、そのテクニックは山崎を驚愕させる凄まじさ）。正々堂々としていてサッカーを愛する者は皆好敵手（ライバル）の精神も健在で真倉高の赤須の心も動かした。プレイヤーとしてもベストで誰よりもサッカーに対する愛情も強い。清雅を見事に全国大会に導き一斗と再会を果たす。鳴峰高校に対し「流石、一斗が選んだチーム…良いチームだ」と語っていたが本当は一斗には選択権は無かっただけである。全国大会前に1年生ながら主将を任される。背番号は小学生時代のFC、中学時代、と変わらず「9」である。なお、単行本の表紙で「三バカトリオ」以外で唯一表紙に登場している。
宗近真
進学と共にGKからボランチ（守備的ミッドフィルダー）にコンバートされ才能も発揮。兄・暁も全国大会出場を果たす。キーパーの技術も健在で、瀬出井相手でもペナルティーエリア外では100回を超える数でも100%セービングするほど。前線は和馬と瀬出井に任せ守備の専任が多い。
コンバートの主な理由は、中学時代に兄のライジングシュートを唯一封じるGKであるほどの視野の広さと、愛染監督が見抜いたボール捌きの高さである。元々、兄の暁とは一卵性双生児であるために、高い才能も持っていたようで、ボール捌きの能力の高さは、和馬に「さすが暁の双子の弟」、愛染監督に「あれほど高い（ボール捌きの）能力を持っている選手をGKにしておくのは勿体無い」などと言わせるほど。GKではないため背番号は「7」になっている。
瀬出井洋一
MFで司令塔。和馬と共にポイントゲッターでもある。茨城県の夏海学園より高等部から清雅に編入。「アークシュート」も健在。人心掌握術も達者で赤須を罠に嵌めた。また、山崎ビームが無回転シュートのように落ちない理由を山崎に教えるなど、おちゃらけキャラだが（山崎が無回転シュートを身に付けようとしていることを見抜く洞察力など）サッカーセンスは変わらず高い。なお、甲斐邦彦は高等部に入学していないためか、高等部で背番号「10」が欠番である理由はないようで、背番号は「10」をつけている。
波多善明
DF。中学3年生時は全国大会前に負傷し涙を飲んだ。今回は和馬達と共に1年生ながらレギュラーを獲得。
迫田公蔵
FWの3年生で和馬が入学するまでのエースストライカー。和馬にその座を奪われ一時退部も考えるが、実は和馬の事を気に入っている。ドリブルが得意で、力の和馬に対して技の選手。変則ドリブルの選手でボール捌きは見事。
須賀
清雅学園サッカー部主将であったが、全国大会前に和馬にその座を譲る。誰よりもチームを引っ張って来たのは和馬だと認めている。
富岡
GK。途中で「三沢」に名前が代わっていた。
愛染恭介監督
一斗達が中学3年時から監督に就任。日本代表でもFWで初の代表試合でハットトリックを達成する程活躍した選手だったが、Jリーグの開幕直後に負傷し選手生命を絶たれる。鳴峰の志波監督は社会人リーグからの先輩で恩師である。社会人リーグの彼を知っている人たちにとって、伝説のスーパープレイヤーでもある。彼を追って瀬出井が清雅に入ったほどである。選手への理解も高いので支持派も多い。明峰VS埼玉選抜の練習試合を志波監督に挨拶して、羽生にアドバイスを送りながら観戦しに来ていた。

#### 崇永学園（静岡）
前作からの清雅学園の最大のライバル校。高校でもその強さも健在。
宗近暁
宗近真の双子の兄にして崇永の不動のエース。

#### 房浦学園（千葉）
平木涼
DFで高い技術を持つ選手。元清雅で一斗のチームメイト。高校進学後も全国大会に登場し再び一斗、和馬の前に立ちはだかる。最終回では鳴峰対安芸津の試合観戦後に去って行った。

#### 筑陵高校（福岡）
三宅淳
DFでその技術は平木にも劣らない実力で、前作にて清雅の全国大会優勝に貢献を果たす。彼は本来、清雅の高等部に進学予定だったが父親の仕事の都合で福岡の高校に転校。全国大会でかつての仲間と再会する。

#### 東亜大付属高校（東東京）
前作でもライバル校として登場。中学は西東京だが高校は東東京。
里見伊緒
前作から2年間、清雅を苦しめた天才GK。外豪学園高等部では全国制覇は不可能と確信し似内、黒崎がいる東亜大付属高校に進学する。ローリングキャッチも健在で、羽生のシュート（本人曰く、キャッチされたことがないだけが取り得）の弾丸シュートを片手でキャッチして、羽生を初めとする鳴峰イレブンを驚愕させる。前作で激戦を経て性格も少し丸くなっているが、試合中に相手を挑発する性格は直っておらず似内、黒崎も頭を抱えている。
中学3年生の頃、「プライドを捨ててお前達（清雅中等部イレブン）に付き合うのは今日までだ」といっていたが、夏の総体（インターハイ）でフードを被っている暁を見抜き、（一斗の）戦況の伝えると「同意見だよ、里見伊緒くん」と暁に言わせるなど、（今でも努力怠らず）暁ですら一目置く存在まで成長していることがうかがえる。
東亜でも実力は申し分なかったのであるが、総体までは監督に使ってもらえなかった。しかしチーム惨敗により、監督は総体以降、1年生ながら正GKとして使うことになる。（アクシデントなどによる運もかなりあったが）一斗を「複数回ゴールを奪った唯一の選手」と認めており、総体終了後に全国での再戦を楽しみにしていることを、真倉高との練習試合後のついでに滝脇と2人で鳴峰高へ伝えに行った（しかし一斗と対戦直前に、月刊がジャンプが休刊になってしまう）。練習試合では3-0と真倉高に勝利し、山崎のシュートをあっさり完封したことを聞いた鳴峰高の2年生以上の選手は、一斗の知り合いのプレイヤーのレベルの高さに、（羽生のシュートのキャッチに加え、更に）驚愕させられる。
滝脇解
MF。元外豪の選手だが伊緒について行き、共に東亜大付属高校に入学する。一斗には名前を忘れられており、「伊緒の腰巾着」と嬉しくない思い出され方をされた。東亜大付属に入学したせいか、黒崎、似内を先輩として扱い「黒崎さん」「似内さん」と「さん」付けで呼んでおり、2人に対する言葉も丁寧になっている。
黒崎史郎
MF。一斗や伊緒達よりは学年が1つ上で2年生。そのテクニックと似内とのコンビプレーも健在。2年生にして「似内、黒崎といえば関東では有名なストライカー」と鳴峰高にも言われるなど、中学時代と違って地区を超えての知名度が高いことから、プレイヤーとして成長しているようである。
似内雅門
FWで2年生。前作からパワーストライカーとして、その実力も健在。伊緒の加入で不安視されていた守備面も改善され、万全の体制で全国制覇に挑む。その得点力で真倉高を3-0で破る。中学時代、暁から「似内などどうでもいい」「あの手の選手なら全国レベルではゴロゴロいる」と言われていたが、関東では有名なストライカーとされていることから、黒崎同様名実ともに成長しているようである。

#### 平泉高校（岩手）
鳴峰高の総体（夏の大会）一回戦の相手。総体初出場であるが、豊富な練習量と優れたチームワークを誇る。ポゼッションよりも相手の攻撃を切る（ボールアウトにする）事を優先させる。試合開始当初は、紀以外のほとんどがあがってしまいぐだぐだだった。
藤原竹千代
DFで主将。顔はいまひとつでコンプレックスを持っている。しかし、鍛え抜かれた下半身による優れたフィジカルと反応速度を誇り、一斗でも手を焼く守備力を有する。あがり症で単細胞なのが欠点。
澤村紀秋（ノリ）
愛称は「ノリ」（原作者が藤原紀香のファンだったらしく、竹千代の姓も「藤原」で鳴峰の埼玉県大会でも原付に「ノリカ号」と名付けていた輩もいた）。10番の攻撃型MFでチームでは最も優れた選手。開会式の時にお気に入りの水筒のコップを一斗に壊されたことで騒動となる。試合ではあがることなく実力を発揮し、守備でも貢献した。
弁財
長身のFW。トラップに難があるが強力な弾丸シュートを持っている。
鈴木兄弟（高信、信夫）
双子のDF。岩手最強のコンビを自称するが、試合では活躍はみられなかった。
畠山監督
保健体育科の教師でサッカー経験者ではない。ボールアウト作戦も彼の発案。生徒からは「哲つあん」と呼ばれ慕われている。

#### 国見台高校（長崎）
優勝候補筆頭。部員数47人を誇る層の厚いチーム。総体では鳴峰高の二回戦の対戦相手で、PK合戦の末勝利するが、続く対戦相手の清雅学園に敗れる。
大越
FWでユース代表の肩書を持つ。高校生ナンバーワン、ストライカーと呼び名も高く実力は和馬、似内をも凌ぐと言われている。性格は楽天家で試合を楽しむ事を信条としているがパワープレイも他の追随を許さない。真央雷太ですら太刀打ちできない始末。
相川
同じくユース代表のDFで主将。勝つ為には手段を選ばない非情な男。冷静な判断力も有する。マンマークの技術も確かで一斗の変則プレイにも難なく対応し羽生のパワープレイにも動じない。相手のキープレイヤーを潰す事も行い格下相手でも容赦がない。鳴峰戦を観戦していた和馬に「本当に恐いのは（大越ではなく）相川だ」と言わしめた。
江口
MFでゲームメーカー。背は低いが、的確な判断力とテクニックを兼ね備え、決定的なチャンスを演出して得点へと結びつける。U−18日本代表にも選ばれており、杉浦斬佐とは少なからず因縁がある。精神的に脆い面もあり、試合中に彼のマークに着いた斬佐にそこを利用された。

#### 安芸津高校（広島）
総体（夏の大会）の準決勝で清雅学園を破り準優勝した高校。選手権（冬の大会）の一回戦で鳴峰と激突。本校との対戦終了後に連載終了となる。
百地
MFでゲームメーカー。斬佐でも対応出来ないほどのテクニックを持つ。開会式では選手宣誓の代表に選ばれ、選手宣誓を行おうとしたが、一斗のいたずらで笑われていると勘違いしてパニック状態になり、逃げだしてしまう。それによって一斗を恨み、試合前に長尾を使って仕返ししようとしたが、間違えて小吉にしてしまう。
長尾
身長2mを超える恵まれた体格のFWでポイントゲッター。ヘディングやパワープレーが得意で百地からのアシストでゴールを量産する。一方で、ボールを額に乗せたまま歩くなど、細かなテクニックも持っている。鳴峰は高さ対策として長身の羽生をDFに下げてマークに着かせた。

## 書誌情報

### かっとび一斗
1. かっとび転校生参上の巻
2. ゴールをきめろ!!の巻
3. のこり8分!!の巻
4. 怒りのシュート!!の巻
5. 体操VSカンフー!!の巻
6. 決着のとき!!の巻
7. 全国レベルの壁!!の巻
8. 黒い弾丸!!の巻
9. 白熱の攻防戦!!の巻
10. 最後の一撃!!の巻
11. 雨中の決戦!!の巻
12. 甲斐の実力!!の巻
13. 勝負への執念!!の巻
14. ファイナルバトル!!の巻
15. ながい夏!!の巻
16. 新入生!!の巻
17. さらば平木よ!!の巻
18. 地区大会一回戦!!の巻
19. FCからきた男!!の巻
20. 女神の祝福!!の巻
21. おしよせる波!!の巻
22. 大津波来襲!!の巻
23. デス・トラップ!!の巻
24. 落ちた偶像!!の巻
25. 天才の証!!の巻
26. 決着!!の巻
27. ふたりの転入生!の巻
28. 相似形!の巻
29. 全国大会開始!!の巻
30. 勝利のために!!の巻
31. 進展…!!の巻
32. アークを防げ!!の巻
33. 二年越しの決着!?の巻
34. 大きな挫折!!の巻
35. 挑発の行方の巻
36. 武闘派サッカーの巻
37. ドランキングS再来!!の巻
38. 一斗 恐怖の大反撃!!の巻
39. 勝利へのチャージ!!の巻
40. 因縁の友!!の巻
41. 謝花の舞い!!の巻
42. 勝利のために…!!の巻
43. 謝花の秘策!!の巻
44. 延長戦開始!の巻
45. 運命の兄弟対決!!の巻
46. それぞれの道!の巻

番外編
1. かっとび一斗番外編PART1

### 風飛び一斗
1. 大物新人の実力!?の巻
2. 三人そろえば…の巻
3. 小吉の大活躍!?の巻
4. “世界”をブッ潰せ!!の巻
5. 最強トリオ出撃!!の巻
6. 究極のスーパーサブの巻
7. 大房の脅威!!の巻
8. 鳴峰絶好調!!!?の巻
9. ボランチ一斗!!の巻
10. 爆走!!!?武旋の狼!!の巻
11. 戦場の空気の巻
12. 山崎タイフーンの巻
13. インターハイの群雄!!の巻
14. 予言の1点…!!の巻
15. 闘志の代償の巻
16. 夏の4強…!!の巻
17. 笑う守屋の巻
18. 解き放たれた獣の巻
19. インターハイへの切符の巻
20. 両雄再び…ッ!!の巻
21. 壊された歯車!!の巻
22. 優勝候補の宿命!!の巻
23. 唯一の突破口!!の巻
24. 6番目のキッカーの巻
25. 無限のポテンシャル!!の巻
26. 栄光に向かって!!の巻

## 必殺技一覧
作中には様々な必殺シュートが登場する。
ローリング・キャッチ
伊緒の代表的な得意技で、太極拳を応用した円形捕球でシュートの威力を殺す技法を持っている。強烈な回転のボールの処理に難があったが、受け流す方向を修正すれば処理は可能。強烈なスピン同様、濡れたボールも別の対策が必要。
返し技
伊緒が使用するローリングキャッチの応用技。太極拳を利用し、シュートをそのままキーパースローにチェンジさせる。相手の放ったシュートに対し、キーパーがそのボールの後ろ側を掴み、体と腕を大回転させることで向きを反転させ、そのままキーパースローへとチェンジさせる。100mをあっという間に進む凄まじいスローでカウンターアタックになる。後に、三宅がこれに似た足技を夏海学園戦で披露している。
弱点は回転時に相手を見失うことだが、返すタイミングをずらすことは可能である。
ライジングシュート
シュートを打つ際に、通常よりもはるかに大きく踏み込むことで強力なシュートを打ち出す。初めはボールが地を這うように進み、最後に急激に曲がりながらホップしてゴールに突き刺さる。強靭な足腰を作らなければ打てないシュートである。実在の名選手であるエウゼビオのシュートフォームを参考に開発された（最初は「エウゼビオのシュート」といわれていたが、2年目は「エウゼビオのシュートにホップ回転をかけたもの」といわれている）。
強烈な威力と回転に加え大きい変化などゆえに、キャッチングやパンチングは困難である。ペナルティエリア外から一年目の伊緒が防げなかった。他に崇永中の部員の「100%の成功率」などという台詞などが目立つ。本作で防いだのは弟の真のみ。2回の決勝戦両方で防いでおり、更に中学3年生のときの大会では、パンチングなどで度々防ぐだけではなく、完璧なキャッチ、そしてDFにシュートコースを教えて防がせるなど、清雅対崇永の2度目の決勝戦での成功率は0%である（他チームへの成功率は100%）。
正しくは、高威力なだけでなく、キッカーがシュートコースにいる人間などからゴールに入る軌跡を瞬時に割り出し、完璧なシュートを放つのが脅威なのである。
作中では暁が使用。実は伊緒がライジングシュート攻略のために習得しており、偶然も含めると一斗と伊緒が放っている。
ダブルスピンシュート
2人のキッカーが一列に並び、真後ろからの回転のかかったシュートをダイレクトに打って破壊力を増すシュート。ボレーシュートやバイシュクルシュートの形態がある。前のキッカーによってブラインド効果が生じるので、相手GKには咄嗟の反応が必要。最大の特徴は、片手でのキャッチングは不可能なほどの強烈な回転である。初出は外豪学園戦で、伊緒の手から弾かれたボールがゴールに吸い込まれた。
ドランキングショット
片方の足でボールを押しつぶし、つぶされたボールをもう一方の足で押し出すシュート。ボールが酔っ払った（ドランク）がごとくに、ぶれながら進むためにこの技の名がついた。全国大会で沖縄代表のソニーが初めて披露した。後に全国大会で上甲が披露した。
弾道が変化するため、キャッチングが困難である。弱点はボールを押しつぶすために足や腰に負荷が掛かることと至近距離でのブロックである。モデルは野球のナックルボール。
踏み込むときに軸足に全体重の力が瞬時にかかるため、多用するとキッカーの選手生命すら奪う危険なシュートである。
ネオ・ドランキングショット
オーバーヘッドキックの形で、空中で片方の膝と胸でボールを挟み込むことによってボールを押しつぶし、つぶされたボールをもう一方の足で空中で押し出すことによってドランキングショットを再現。全国大会で上甲が初めて披露した。ボールを押しつぶすために足や腰に負荷が大きく軽減され（一箇所にかかる力が集中しないため）、唯一の弱点であった至近距離でのブロックも高さに守られるのが特徴である。
オーバーヘッドでブロックが可能だが、相手のブロッキングを利用してボールの芯をわざと外してボールを押しつぶしてから、反対側の足でシュートすることによって、相手のブロックをかわすことも可能である。
トルネードシュート
テイクバックから膝を送り出し、ムチのように足首を振り下ろして蹴ることにより、ボールに強烈なドライブ回転がかかった高速シュート。作中では武旋中の甲斐が使用。凄まじい力でボールは蹴られるが、ドライブ回転によってボールは浮かない。軌跡は直線。ボレーシュートで放たれることもある。
ドライブ回転の強さは、当たった選手の体をボールがのぼったり、ゴールネットをボロボロにしたりするほど。威力も当たった選手が怪我をしたり、ライジングシュートも含め、数々の必殺シュートを見てきた真がインパクトの瞬間、甲斐の左膝から下の動きが全く見えなかったりと、この漫画で指折りの破壊力であるのがわかる。武旋中の選手が「（昔このシュートによって）相手チームを完璧につぶしてしまった」などの台詞もある。
甲斐以外の選手もドライブ回転のシュートを行うが、それらは落ちる。しかし、トルネードシュートの軌跡は一直線である。このシュートがドライブ回転であることは、暁や武市ですら初めはわからなかった（清雅の選手の体をボールがのぼったことで、ドライブ回転と気付いた）。ドライブ回転に失敗すると、ふかしてゴールを超えてしまう。
アークシュート
体を横に倒してボール蹴ることにより、ライジングシュートのように足の甲に触れる時間が長くして放たれる高威力のシュート。インパクト時の足の軌跡が弧のような曲線のため、インパクト時間はライジングシュートより長いために、威力ではライジングシュートを上回り、30メートル以上のロングシュートが普通に可能になる。弱点は（急角度で変化させられるが）上回転以外のバリエーションに乏しい、シュート範囲が狭い、など。破壊力が半端でないため、相手の守備陣を崩す、強引なロングシュートでコーナーキックを強引にもぎとる、ロングパスに使うなど、シュート以外でも様々な使い道がある。当然セットプレーでは、抑止力も含め脅威である。
カッティングショット
卓球のカーブドライブやシュートドライブのように、回転を利用してバウンドで弾道が変化するのが特徴。ノーバウンドで相手に触れても、蹴るだけでは回転によって軌道が変化するので、まともに打ち返すのは困難であるために、ゴールキーパーが両手でしっかりキャッチしたり、卓球のサーブを返すときと同様に、逆方向にカッティングして回転を相殺する必要がある。
強力なスピンが特徴のため、卓球のサーブ同様ボールを浮かせてから打つことが多い。シュート以外にセンタリングや（バウンドの変化を利用して）相手を攪乱させることも可能。
卓球のカッティングサーブを未経験者が返すことが困難であることや、卓球のサーブを工夫によって回転方向を相手に悟られないようにできることができるため、回転相殺やキャッチは極めて難しい。
ダブルヘッディング
中山右近と左近が空中にあるボールをそれぞれの頭ではさんで、その状態のまま首をひねって打ち出すシュートである。要するにボールを両手ではさんでスローするのを、それぞれの頭ではさむことにしたものである。DFが中に割っても、片方の腿とはさんで打ち出すことによってDFをかわしつつ放つことが可能。無論空中でうつために、どちらか一方が負傷した場合は打つことができない。ゴールキーパーが対応できないほど高速で、軌道が読みづらい。
無回転シュート
風飛び一斗になってから数少ない新必殺技、和馬が使う。ボールの回転を殺した状態で回転を掛けずに打ち出すシュートで。空気抵抗を利用して、ボールがGKの前（最後）で不規則な軌跡で落ちる。無回転にするため、一回ボールにバックスピンをかけて蹴り出し、戻ってきたボールを蹴る。シュートのドライブ回転を、ボールのバックスピンで完全に相殺することで、普通のシュートがGKの前で落ちるように錯覚するため、非常に防ぐのが難しい。
和馬の無回転シュートを見る前から、同じ原理で同様のシュートを山崎が考え、完成させようとしていたが、挫折する。山崎が「山崎ビーム」という仮称をつけており、和馬の無回転シュートを初めて見たとき「あれこそまさしく山崎ビーム!」と言っていることから、「ビーム」の名の通り、不規則に落ちるまで（GKの前まで到達するまで）、高速のシュートであることがわかる。
バックスピンとトップスピンが完全に相殺されるように放たなければならないため、非常に高度なテクニックが要求される（山崎は、瀬出井に原理を教えてもらいあまりの「デリケートさ」に改めて挫折させられる）。

## ルール無視一覧
ショルダーチャージで相手を正面から吹き飛ばす
相手に正面からぶつかり仰向けに倒せば、通常はファウルである。
しかし、本作では肩でぶつかるかぎり反則にはならない設定である。
相手にボールをわざとぶつけなぎ倒す
これも下手をすると警告をうける行為である。
実際、一斗が中学2年生のとき、西東京地区予選大会3回戦明哲中戦、この行為で警告を受けている。
変顔で相手を驚かす
一斗がたびたび行っている。中高生の大会では当然だが厳重な違反である。